# Utrecht
Pour les articles homonymes, voir Utrecht (homonymie).
Utrecht (en néerlandais : [ˈytrɛxt] ) est une commune et ville néerlandaise, chef-lieu de la province d'Utrecht. Avec 376 757 habitants en décembre 2024, elle est la quatrième ville des Pays-Bas. Son agglomération fait partie de la conurbation de la Randstad (7 100 000 habitants entre Amsterdam, La Haye et Rotterdam). Située au centre du pays, la ville est jeune et dynamique — elle connaît un fort étalement urbain à l'ouest — et aujourd'hui connue pour sa cathédrale et son université.

## Toponymie
L'origine d'une partie de la contrée remonte vraisemblablement à une fortification ou installation romaine commencée en 47 apr. J.-C. À l'époque, le nom ancien Rheno Traiectum aurait indiqué un poste frontière typique du limes rhénan, proche d'un éventuel gué en basses eaux ou, plus trivialement, un petit port-relais militaire, lieu d'embarquement pour la traversée sur le Rhin ou sur un de ses principaux bras existants à l'époque.
Il est alors logique que l'autre rive et la contrée non marécageuse au nord de ce poste d'embarquement puissent être désignées génériquement plus tard en latin médiéval par « Ultraiectum », soit littéralement, ce qui est « au loin » ou « au-delà », de la petite entité « (Tra)jectum » ou encore en ancien français olte, « ou(l)t » ou « oultre », c'est-à-dire une fois passé le fleuve et payé le droit de pontenage. La dernière précision sur ce droit d'octroi, nommé en ancien français otroi de genre masculin ou otrise de genre féminin, n'est pas anecdotique, car elle a influencé, si ce n'est complètement parasité, l'évolution du toponyme lors de sa germanisation tardive et quasi-globale après le XIe siècle en (ut)recht.
Pour un habitant familier de la frontière linguistique, cette dénomination banale suggérant un droit pour l'au-delà pouvait prendre une connotation mystique ou religieuse.

## Histoire

### Temps anciens
Au VIe siècle, la contrée rhénane d'Utrecht passe sous l'influence franque, en particulier celle du grand royaume mérovingien dont les jalons sont posés par Clovis. Utrecht aurait été, selon la légende de la Magna Frisia, la capitale du royaume de Frise pendant le règne d'Aldgisl Ier et éventuellement pendant celui de son fils.
Avant 690, le chef missionnaire anglo-saxon, de tradition irlandaise, Willibrord s'installe à Utrecht, et en 690 selon son hagiographie, avec ses frères-compagnons, il y rénove et déploie les institutions chrétiennes avec le titre de père (papa selon la tradition) : la vaste contrée évangélisée est ensuite promue terre épiscopale lors de son retour dans le royaume mérovingien. L'évêché d'Utrecht sera pour les Pays-Bas le centre de la foi chrétienne pendant tout le Moyen Âge. Parmi l'héritage de cette vaste période, l'historien cite la cathédrale, la salle capitulaire, sans oublier l'école cathédrale et ses écolâtres, dont les avatars sont à l'origine de la fondation de l'université.
En 838, l'évêque Frédéric, adepte du franc-parler colombanien, critique ouvertement les mœurs dissolues de la reine Judith de Bavière, il est assassiné dans la cité de son diocèse probablement par des sbires à la solde des partisans de la reine. Canonisé ultérieurement par son Église, il est devenu le saint protecteur des Pays-Bas. En 1122, les bourgeois et corporations d'Utrecht obtiennent de l'évêque et seigneur du lieu une charte d'affranchissement. Les évêques d'Utrecht exercent aussi un pouvoir séculier et princier sur toute la province d'Utrecht et une grande partie de la partie orientale des Pays-Bas.
En 1253, un incendie qui dura neuf jours ravage la ville. Cette catastrophe détruit l'église qui sera remplacée par la cathédrale Saint-Martin.

### Croissance à partir duXVesiècle
Au début du XVe siècle, la ville bourgeoise et épiscopale connaît une forte croissance. Malgré les aléas des conflits et rivalités de la période - elle sera assiégée en 1483 - sa prospérité se développe. Mais, vers la fin de la période médiévale, de nouvelles villes comme Amsterdam, Leyde et Rotterdam commencent lentement à s'enrichir grâce au commerce, puis s'imposent à l'époque moderne dans la course urbaine, devenant plus importantes qu'Utrecht. En 1528, face la montée de la Réforme dans une ville à l'économie stagnante, l'évêque contesté, Henri du Palatinat, remet son pouvoir temporel, c'est-à-dire sa principauté, à l'empereur d'Allemagne Charles Quint qui règne également sur le Brabant, la Hollande et les autres principautés voisines d'Utrecht.
Après la signature de l'union d'Utrecht en janvier 1579, le siège de l'évêché est abandonné. La religion réformée s'impose définitivement. Lors de la guerre de Hollande, la ville est prise en 1672 par les troupes royales françaises.

### Époque moderne

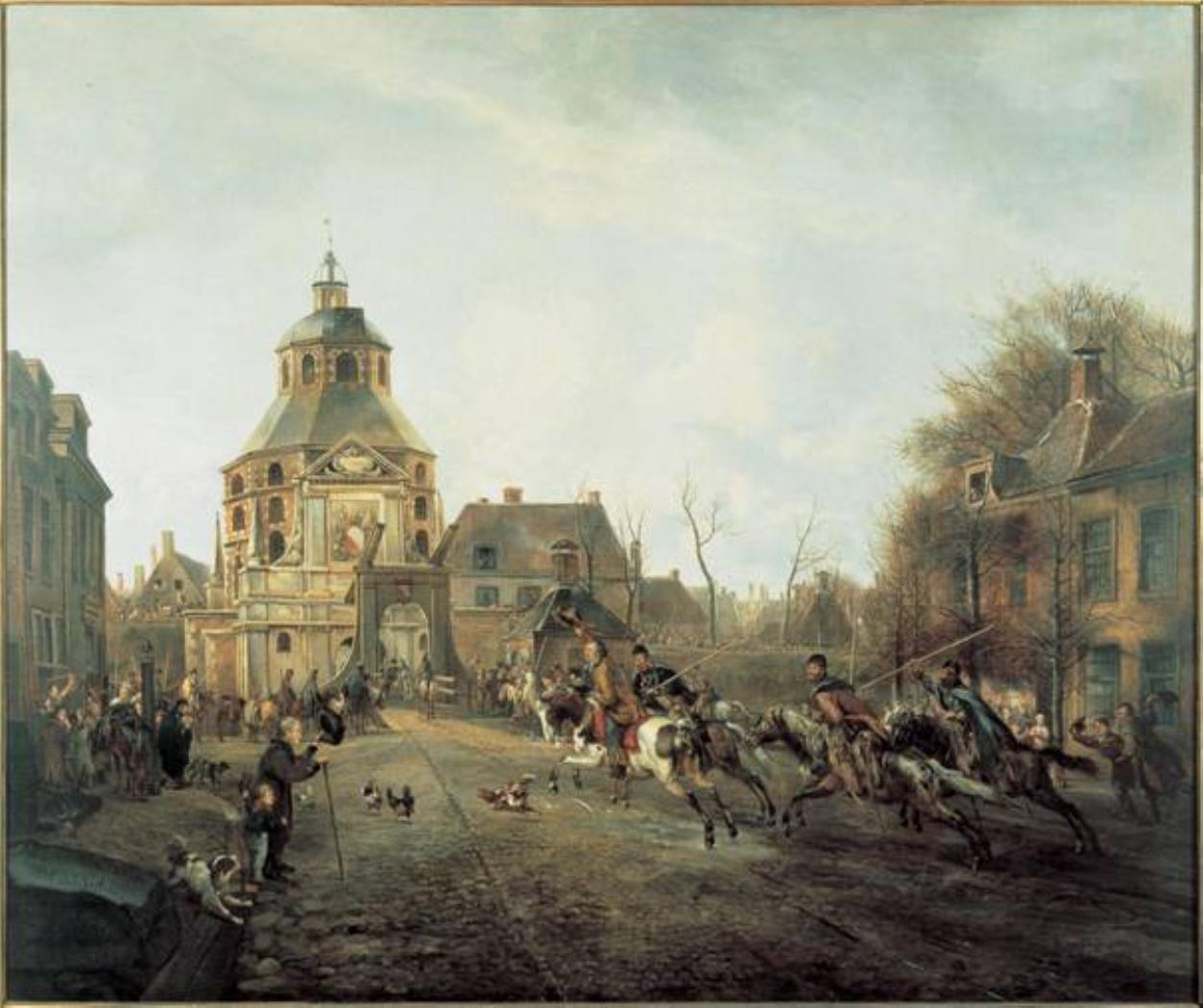
L'Arrivée des Cosaques à Utrecht
Pieter Gerardus van Os (1816)
Centraal Museum, Utrecht

Après une négociation pour éviter les destructions inhérentes à un siège, Louis XIV fait une entrée triomphale dans la ville le 30 juin. Le 11 avril 1713, le traité d'Utrecht est signé ; il met fin à la guerre de Succession d'Espagne.
La minorité catholique peut exercer son culte sous certaines conditions en 1723. Cependant, une partie de l'institution reconnue se détache de Rome et prend le nom d'Église vieille-catholique depuis qu'elle a refusé de reconnaître la validité du dogme proclamant l'Infaillibilité pontificale en 1870. Le rétablissement de la hiérarchie catholique aux Pays-Bas n'intervient qu'en 1853.
Utrecht redevient une ville française entre juillet 1810, lorsque Napoléon annexa les Pays-Bas, et novembre 1813, lorsque les troupes françaises se retirèrent. Il avait introduit le service militaire et les garçons néerlandais ont dû servir dans l'armée impériale. La campagne de l'empereur contre la Russie s'est soldée par un échec complet et un esprit de résistance a commencé à émerger. Les troupes françaises ont quitté Amsterdam à la mi-novembre et deux semaines plus tard, le commandant en chef français Gabriel Molitor s'est rendu compte qu'Utrecht était également intenable. Il a quitté la ville par la Tolsteegpoort au petit matin du 28 novembre, et en début d'après-midi, une unité cosaque apparut devant la Wittevrouwenpoort pour annoncer l'arrivée de l'armée russo-prussienne qui chassait les Français. Les soldats prussiens et russes, mieux connus sous le nom de « cosaques », furent reçus comme libérateurs. Cet événement historique a été peint trois ans après, par Pieter Gerardus van Os qui y avait participé. Il en a fait don au tsar russe Alexandre Ier, qui lui a offert une précieuse bague en diamant en guise de remerciement.

### Époque contemporaine
Depuis l'ouverture de la ligne de chemin de fer reliant Amsterdam à Arnhem en 1843, Utrecht s'impose petit à petit comme le nœud principal du réseau de chemin de fer néerlandais. Les boucheries et surtout le marché aux fleurs, organisé au crépuscule, d'Utrecht, acquièrent une grande renommée. Les étudiants qui parlent selon la tradition trois langues véhiculaires font connaître les mérites des facultés de sciences et de philosophie. Ils marquent l'animation de la ville universitaire, lors de leurs bruyants charivaris menés avec fanfare, en particulier pendant la pittoresque « marche funèbre de la mort », un groupe élu portant une bière sous les cris de « birr, birr » des autres participants.
Le 18 mars 2019, Utrecht est le théâtre d'une fusillade dont les autorités soupçonnent l'origine terroriste ; trois personnes décèdent.

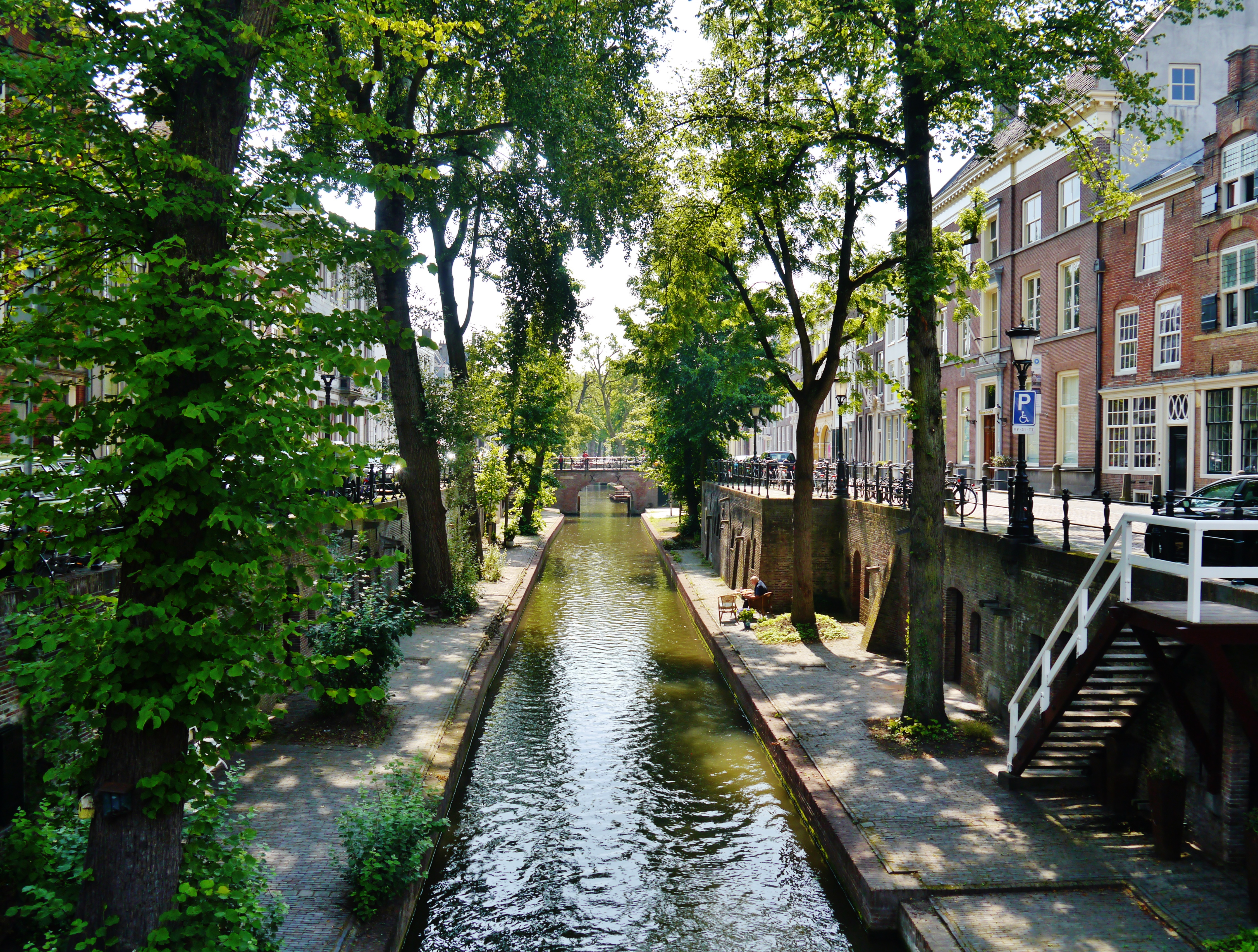
Canal dans le centre d'Utrecht.
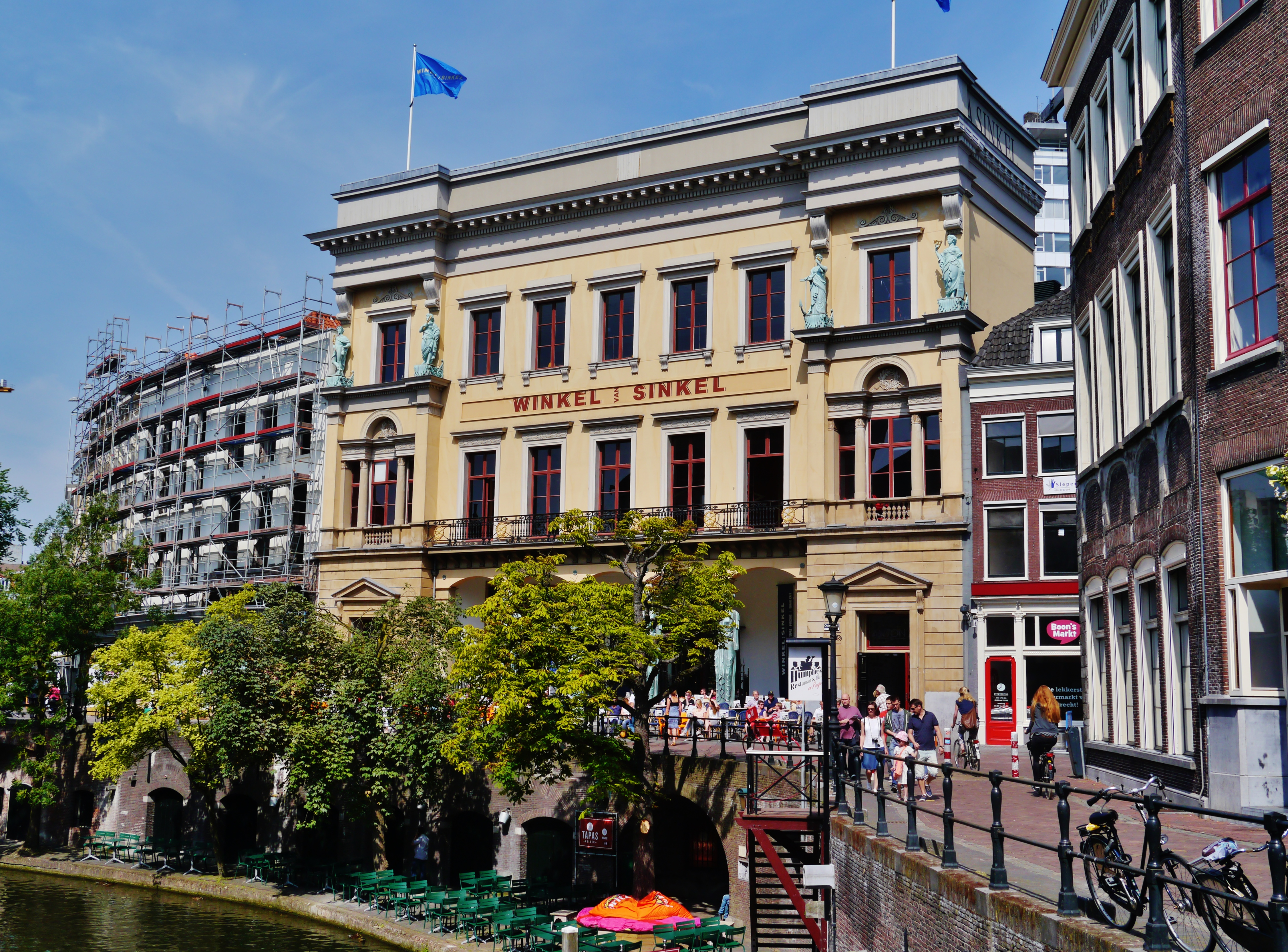
Le Winkel van Sinkel d'Utrecht est ouvert en 1839.
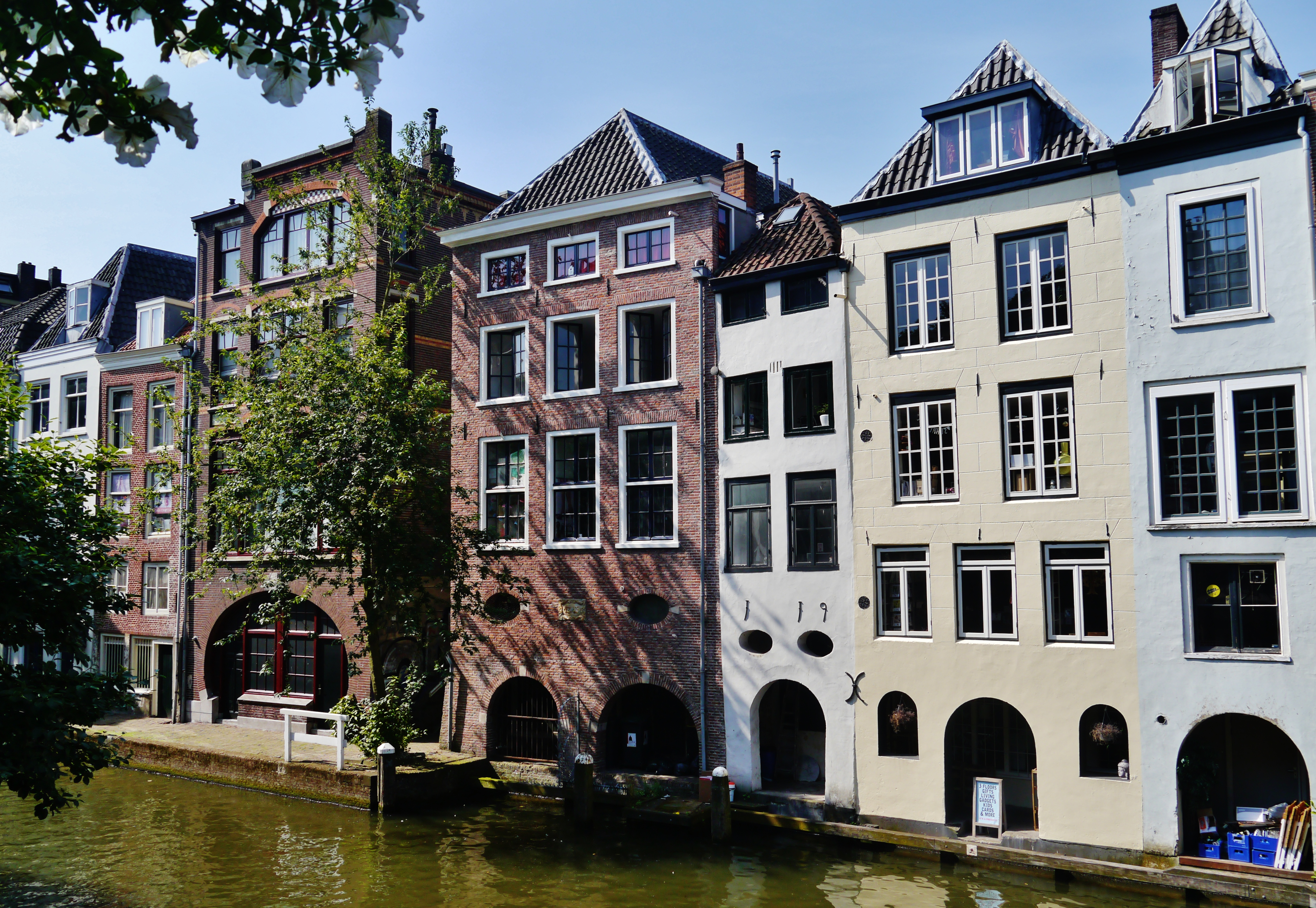
Bâtiments du XVIe siècle.
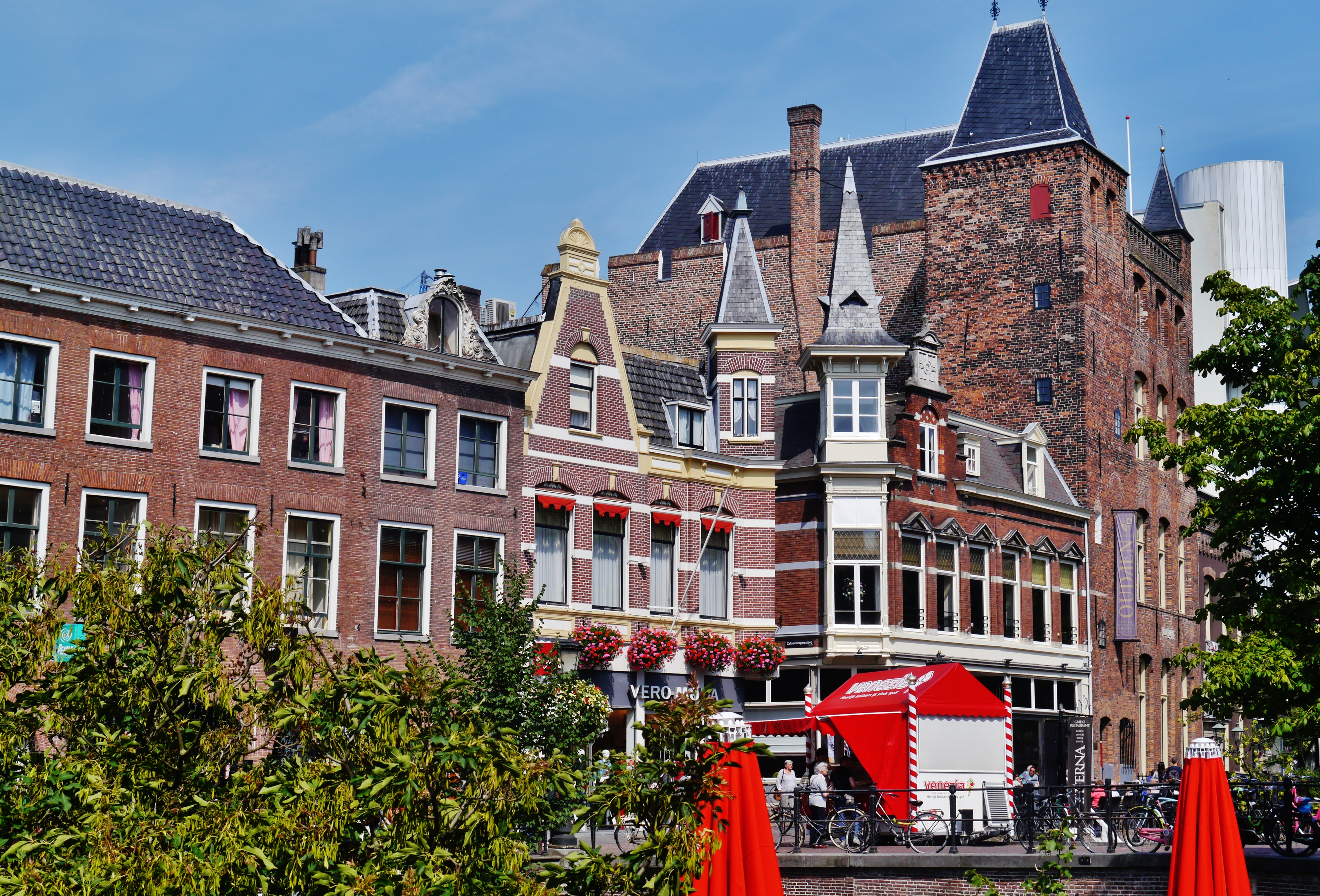
Stadskasteel Oudaen.

## Démographie

### Historique de la population
En 1300, Utrecht compte entre 5 500 et 7 000 habitants. Le nombre double à 13 000 cent ans plus tard, avant d'atteindre 30 000 en 1525. En 1600 et 1700, la ville compte toujours 30 000, avant une diminution à 25 000 en 1750. En 1800, le nombre remonte à 33 000. En 1850, la ville compte 47 000 habitants, puis 102 000 en 1900, 138 000 en 1920 et 165 000 en 1940.
|      | Commune | Agglomération | Aire urbaine |
| ---- | ------- | ------------- | ------------ |
| 1960 | 254 186 | 272 573       | 372 014      |
| 1970 | 278 966 | 303 333       | 429 195      |
| 1980 | 237 037 | 318 874       | 460 262      |
| 1990 | 230 358 | 348 058       | 503 801      |
| 2000 | 233 667 | 365 646       | 535 814      |
| 2010 | 306 731 | 434 697       | 640 000      |

### Origines des habitants
|                                 | Nombre  | Pourcentage |
| ------------------------------- | ------- | ----------- |
| Autochtones                     | 205 439 | 68,51       |
| Allochtones occidentaux         | 30 495  | 10,17       |
| Allochtones non occidentaux     | 63 928  | 21,32       |
| Maroc                           | 26 446  | 8,82        |
| Turquie                         | 13 210  | 4,41        |
| Suriname Antilles néerlandaises | 10 107  | 3,37        |
| Autres                          | 14 165  | 4,72        |

## Culture

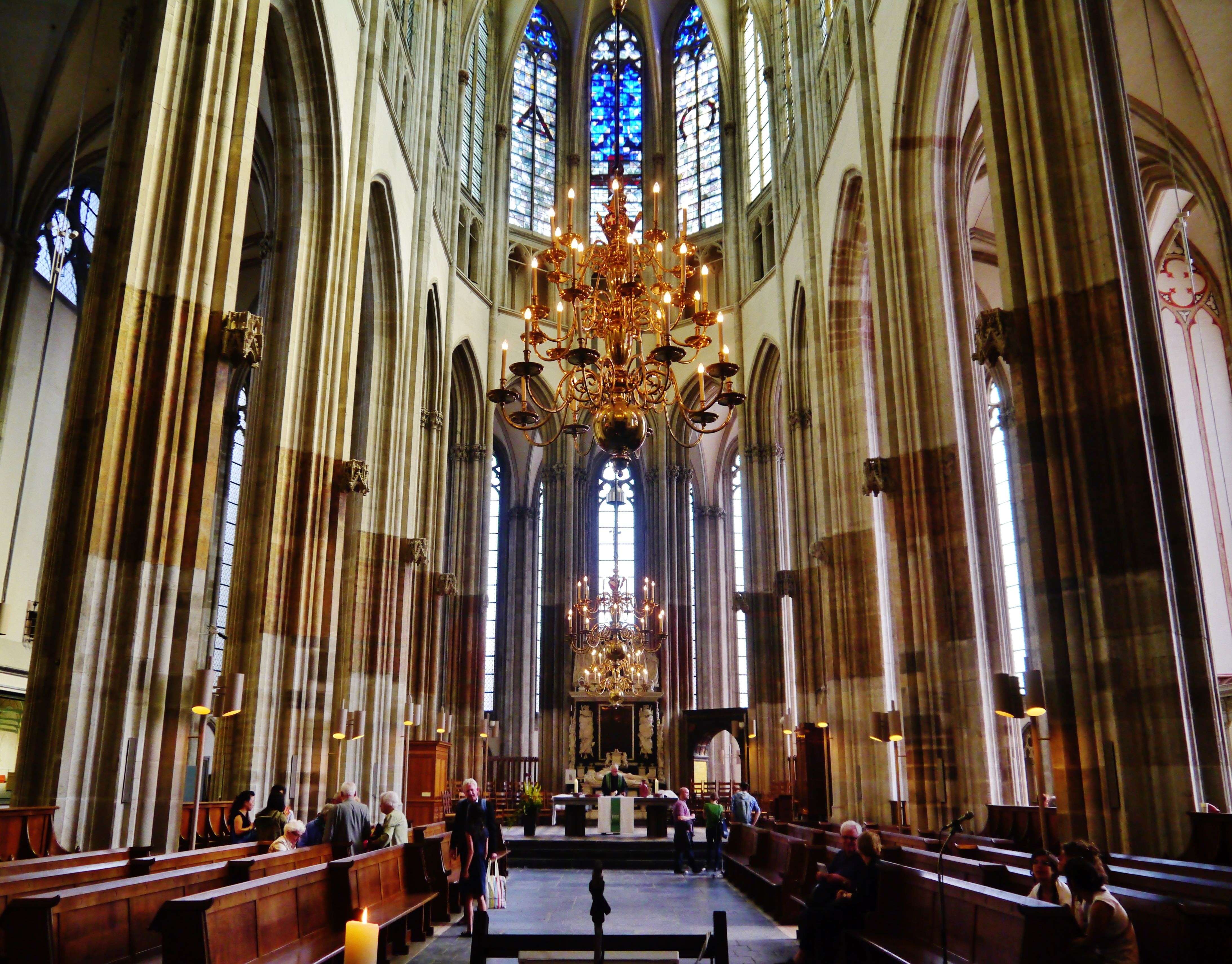
Intérieur de la cathédrale Saint-Martin.

La vieille ville d'Utrecht compte de nombreuses curiosités architecturales. Des églises médiévales, la plus grande était la cathédrale Saint-Martin. Aujourd’hui, il n’en reste que la moitié, depuis le terrible ouragan de 1674. La tour de la cathédrale, avec sa hauteur de 112 m est devenue le symbole de la ville.
Les canaux, bordés d'arbres et de terrasses, donnent à la cité son charme réputé. La maison Schröder de l’architecte Gerrit Rietveld (1924) est reconnue comme un des premiers symboles du mouvement moderne en architecture. Elle a été inscrite au patrimoine mondial de l’UNESCO en 2000. À cela s'ajoute la présence du Jaarbeurs, le salon le plus important des Pays-Bas, ainsi que le siège social de la Rabobank.
Chaque année, Utrecht accueille la Trance Energy puis Energy jusqu'en 2012 et depuis 2014 le festival A State Of Trance au sein du Jaarbeurs Utrecht. Thunderdome y élit également fréquemment domicile. Le Festival Oude Muziek Utrecht qui a lieu tous les ans est l'un des plus réputés festivals de musique ancienne d'Europe. Du 17 juillet au 26 juillet 2009, la ville d’Utrecht a accueilli la dix-septième édition du festival international de chant choral Europa Cantat.

### Patrimoine religieux
Utrecht est notamment connue pour :
- L'église Saint-Pierre, la plus ancienne de la ville, remonte au XIe siècle. Remaniée à l'époque gothique, gravement endommagée en 1674, elle conserve cependant sa nef, son transept et son chœur et a été restaurée entre 1954 et 1970.
- La cathédrale Saint-Martin (protestante) ;
- L'église Saint-Jacques (protestante) ;
- La cathédrale Sainte-Catherine (catholique) ;
- L'église Saint-Augustin, d'architecture néo-classique ;
- L'ancienne église Saint-Martin, d'architecture néo-gothique ;
- L'église Saint-Louis-de-Gonzague, de style romano-byzantin.

### Université et hautes écoles

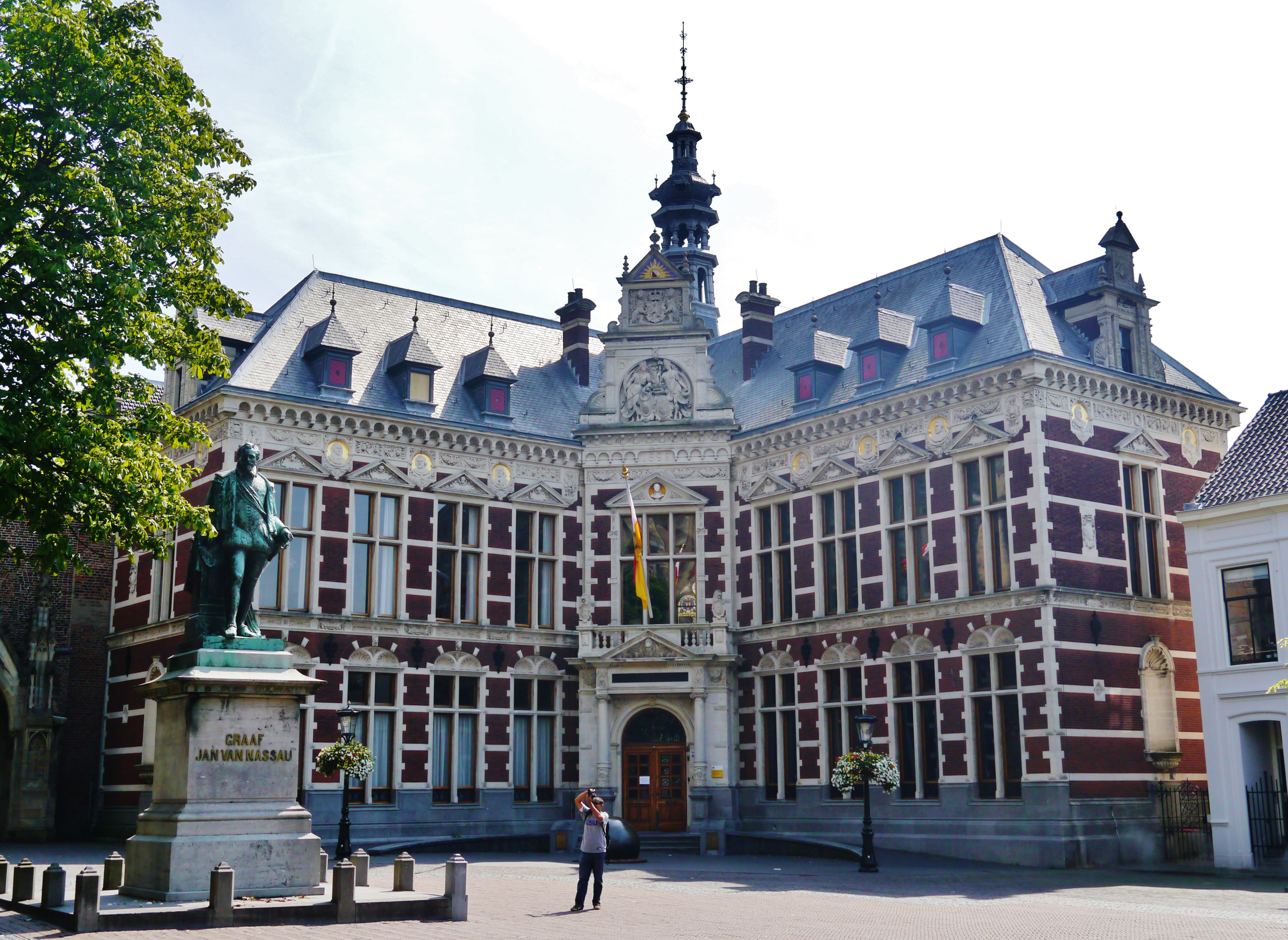
Rectorat de l'université d'Utrecht.

Utrecht accueille plusieurs institutions d'enseignement supérieur et universitaire. Avec 20 % de la population étudiante, Utrecht est une ville estudiantine. L'université d'Utrecht est l'une des universités les plus importantes des Pays-Bas et l'une des plus prestigieuses d'Europe. Fondée en 1636, elle accueille à la rentrée académique de 2008 plus de 29 000 étudiants.
La Haute École d'Utrecht (Hogeschool Utrecht) est une école supérieure à Utrecht, axée principalement sur les sciences appliquées. En 2007, la Hogeschool accueille près de 34 000 étudiants. La Utrecht School of the Arts est une autre école supérieure des beaux-arts qui propose des programmes relatifs aux beaux-arts, au design, à la musique, au théâtre, aux médias et la gestion des métiers de l’art.

### Musées
Utrecht compte plusieurs musées :

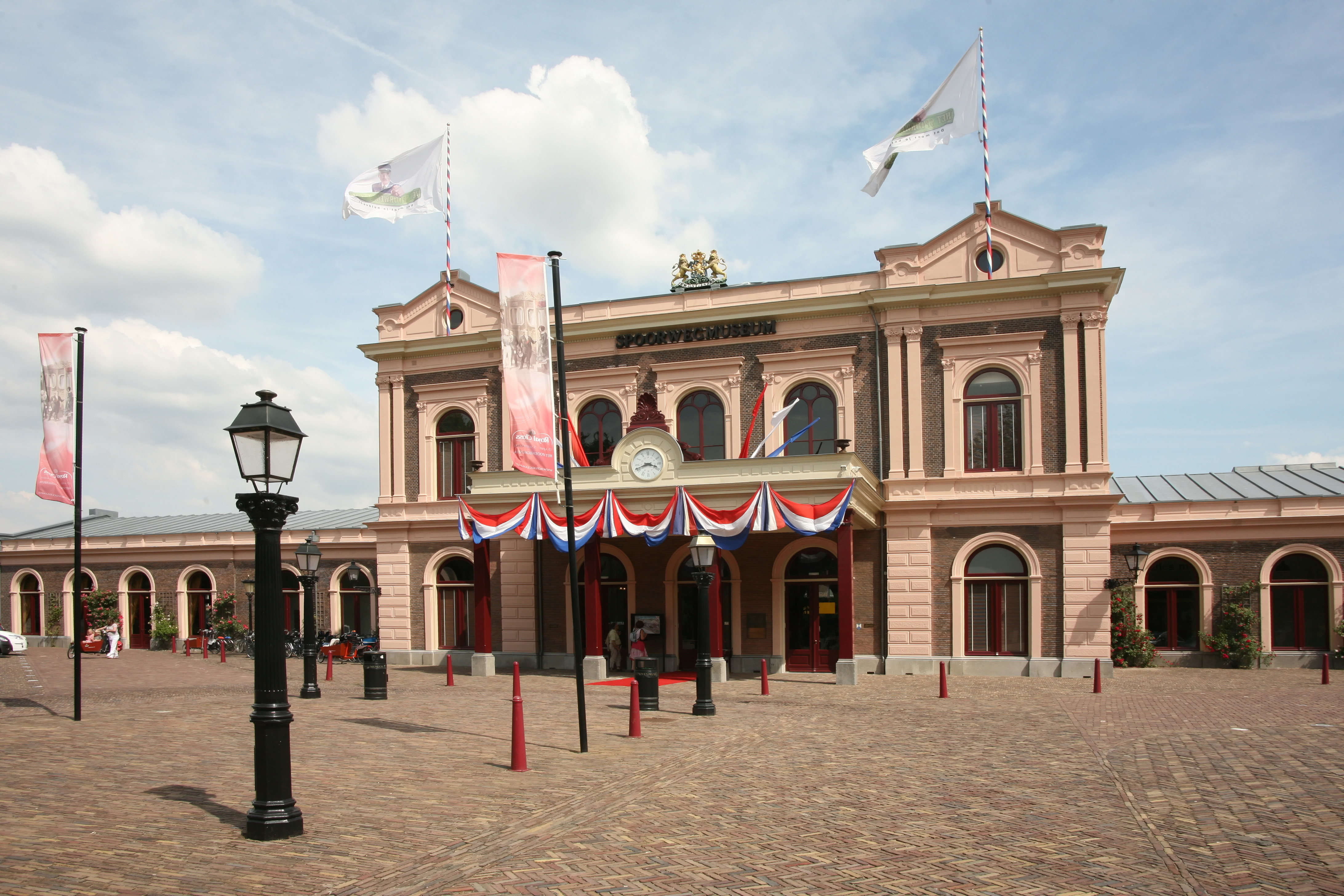
Le musée des chemins de fer.

- Centraal Museum (musée de l’art et de l’histoire de la ville ; tableaux de l’École caravagesque d'Utrecht du XVIIe siècle ;
- Museum Catharijneconvent (musée de la culture chrétienne des Pays-Bas) ;
- Dick Bruna Huis (musée consacré au dessinateur Dick Bruna et à son personnage Miffy) ;
- Museum Van Speelklok tot Pierement (musée d’instruments musicaux automatiques) ;
- Nederlands Spoorwegmuseum (musée des chemins de fer) ;
- Universiteitsmuseum (musée de l’université).

## Mode de vie
Utrecht est une des premières grandes villes d'Europe à expérimenter le revenu de base sur une partie de sa population dans le courant de l'année 2016.

## Transports
Utrecht est souvent considérée comme étant le centre névralgique des transports aux Pays-Bas. Cela est en grande partie lié à sa position géographique et aux infrastructures routières et ferroviaires qui en ont fait un pôle incontournable dans les déplacements nationaux. La ville se trouve à moins d'une demi-heure en train de la capitale, Amsterdam.

### Transport ferroviaire

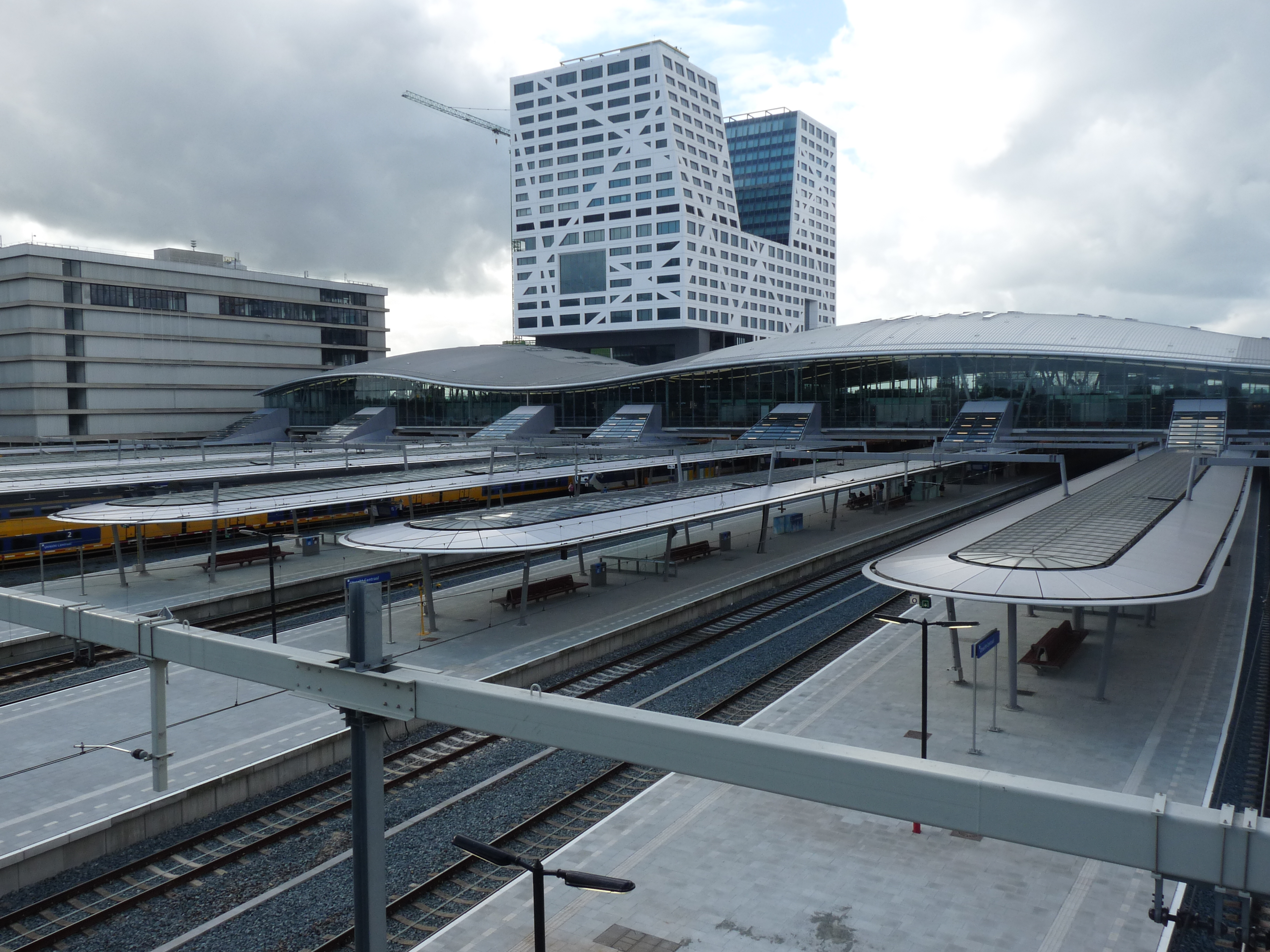
La gare centrale d'Utrecht.

La gare centrale d’Utrecht est le centre névralgique du réseau de la Nederlandse Spoorwegen (NS), la compagnie nationale des transports ferroviaires, la plus grande gare de correspondance du pays et en nombre de passagers, juste devant Amsterdam-Central et Rotterdam-Central. Des trains partent dans toutes les directions du pays : vers le sud (Bois-le-Duc, Eindhoven, Maastricht), l’ouest (Rotterdam, La Haye), le nord (Amsterdam et au-delà Alkmaar et Den Helder, l’aéroport de Schiphol, Almere, Zwolle, Groningue, Amersfoort, Leeuwarden) et l’est (Arnhem, Nimègue, Enschede). La gare est aussi desservie par des trains ICE en direction de l’Allemagne (Cologne, Francfort et au-delà Munich, Bâle), ainsi que des trains de nuit à destination de Prague, Copenhague, Moscou et Zurich. À cela s'ajoutent les nombreux trains omnibus en provenant des villes alentour. D'autres gares secondaires sont situées sur la commune et d'autres sont en projet afin de créer à terme un véritable RER pour Utrecht et les villes aux alentours.
Utrecht abrite d'autre part le siège de la NS, ainsi que de ProRail, gestionnaire des infrastructures ferroviaires du pays.

### Transport automobile
Utrecht est située à l'intersection de plusieurs autoroutes de très grande importance, provoquant de nombreux embouteillages dans la région. Ces autoroutes sont :
- la A2, axe majeur nord-sud allant d'Amsterdam à Eindhoven et à Maastricht ;
- la A12, axe majeur est-ouest, qui relie Arnhem et Nimegue (et au-delà l'Allemagne) à Rotterdam et à La Haye ;
- la A27, qui relie Bréda au sud à Almere au nord, en passant par Hilversum ;
- la A28, dont le point de départ est Utrecht, et qui relie Amersfoort et continue plus au nord en direction de Zwolle et Groningue.

De nombreux travaux sont entrepris afin d'augmenter les capacités, car les bouchons d'Utrecht ont des répercussions dans l'ensemble du pays, en rendant difficile la circulation entre villes.

### Bus et tramway

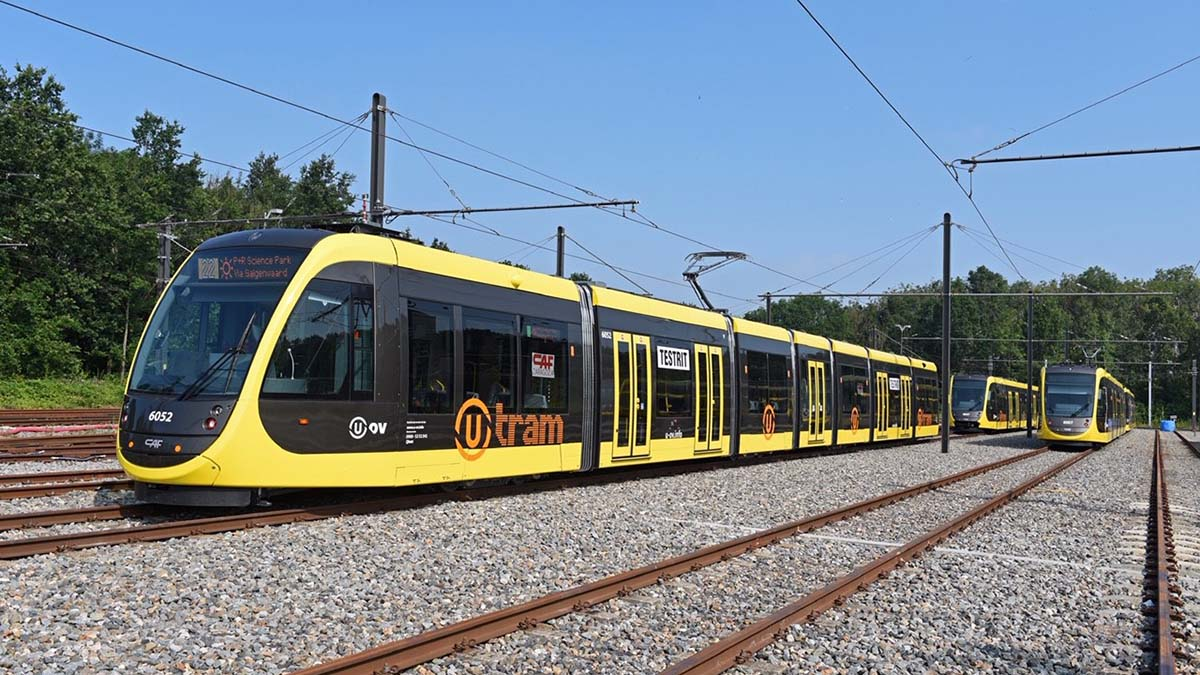
Rames du tramway d'Utrecht.

Qbuzz exploite les lignes de bus municipales et régionales sous le nom d'U-OV. Trois lignes de tramway reliant Utrecht et les villes de Nieuwegein et IJsselstein sont également exploitées par Qbuzz sous le nom d'U-OV. Les lignes 60 et 61 ont un tronc commun de la gare centrale avant de desservir respectivement Nieuwegein et IJsselstein. Une nouvelle ligne de tramway, au départ de la gare centrale et numérotée 22, est inaugurée en 2019. Elle permet la desserte du campus de l'université dit De Uithof, à l'est du centre-ville, ainsi que le stade du FC Utrecht.

### Vélo
Utrecht est la 3e ville la plus cyclable du monde, avec notamment le plus grand parking à vélo du monde et la piste cyclable la plus fréquentée du monde.

## Urbanisme
En 2023, Utrecht ne comporte qu'un seul gratte-ciel, le Rabobank Bestuurscentrum haut de 105 m.
Un autre gratte-ciel est en construction l'Introvert haut de 107 m.

## Personnalités
- Suster Bertken, poétesse et mystique recluse (v. 1426–1514)
- Willem Vrelant, enlumineur (v.1430–1481)
- Adriaan Florensz Boeyens, précepteur de l'empereur Charles Quint puis pape sous le nom d'Adrien VI, né à Utrecht (1459–1523)
- Macropedius, humaniste, ayant vécu à Utrecht (1487–1558)
- Jan van Scorel, peintre, mort à Utrecht (1495–1562)
- Abraham Bloemaert, peintre (1564–1651)
- Aernout van Buchel, humaniste, archéologue, juriste, dessinateur (1565 –1641)
- Héribert Rosweyde, hagiographe, initiateur du projet des Bollandistes, né à Utrecht (1569–1629)
- Hendrick ter Brugghen, peintre, mort à Utrecht (1588–1629)
- Gisbertus Voetius, théologien, mort à Utrecht (1589–1676)
- Gerrit van Honthorst, peintre (1590–1656)
- Jacob van Eyck, musicien (1590–1657) mort à Utrecht
- Willem Ormea, peintre (1611–1673)
- David Martin, théologien protestant, mort à Utrecht (1639–1721)
- Jean-Henri Brandon, peintre français, mort à Utrecht (v. 1660–1714)
- Isabelle de Charrière, écrivaine, née près d'Utrecht (1740–1805)
- Hendrik Jacob van Hengst, homme politique (1742–1817)
- IJsbrand van Hamelsveld, homme politique, né à Utrecht (1743–1812)
- Daniël de Leeuw, homme politique, président de la régence d'État, né à Utrecht (1747–1834)
- Antoine Arnaud, général des armées de la République française, mort à Utrecht (1749–1806)
- Jacob van Manen, homme politique, né à Utrecht (1752–1822)
- Jean Antoine d'Averhoult, patriote batave et homme politique français, né à Utrecht (1756–1792)
- George Hahn, homme politique, né à Utrecht (1761–1822)
- Pieter Hieronymus van Westrenen, diplomate et homme politique (1768–1845)
- Johannes Anthonius Moesman, imprimeur lithographe et photographe amateur, qui a photographié Utrecht des années 1880 aux années 1930 (1859-1937)
- Willem Mengelberg, chef d’orchestre, né à Utrecht (1871–1951)
- Theo van Doesburg, pseudonyme de Christian Emile Marie Küpper, peintre, architecte, écrivain, né à Utrecht (1883–1931)
- Gerrit Rietveld, architecte (1888–1964)
- Balthasar van der Pol, physicien, né à Utrecht (1889–1959)
- Hanna Van de Voort , résistante, morte à Utrecht (1904–1956)
- Piet Zoetmulder, prêtre jésuite spécialiste du Vieux-javanais, (1906–1995)
- Carolina Bunjes, photographe juive néerlandaise qui a combattu en tant que milicienne dans la guerre civile espagnole (1918-2016)
- Dick Bruna, dessinateur (1927–2017)
- Anton Geesink, judoka (1934–2010)
- Roel Bendijk, sculpteur, né à Utrecht (1937–2016)
- Louis Andriessen, compositeur, né à Utrecht (1939–2021)
- Herman van Veen, chanteur, né en 1945
- Sylvia Kristel, actrice, née à Utrecht (1952–2012)
- Rita Verdonk, femme politique, née en 1955
- Hans van Breukelen, footballeur, né en 1956
- Marina de Graaf, actrice, née en 1959
- Marco van Basten, footballeur, né en 1964
- Bregtje van der Haak, réalisatrice et journaliste, née en 1966
- Bibian Mentel-Spee, snowboardeuse néerlandaise, née à Utrecht (1972–2021)
- Annette Roozen, athlète paralympique, née en 1976 à Utrecht
- Janine Jansen, violoniste, née en 1978, habite à Utrecht
- Wesley Sneijder, footballeur, né en 1984
- Ibrahim Afellay, footballeur international néerlandais né en 1986
- Fatma Genç, actrice néerlandaise, d'origine turque, née en 1988
- Madelief Blanken, née en 1989, actrice et directrice de casting néerlandaise
- Dafne Schippers, athlète international néerlandaise, née en 1992
- Lijpe, rappeur, né en 1993

## Jumelages
- Brno (Tchéquie) depuis 1993
- Kinshasa (République démocratique du Congo)
- León (Nicaragua)

## Galerie

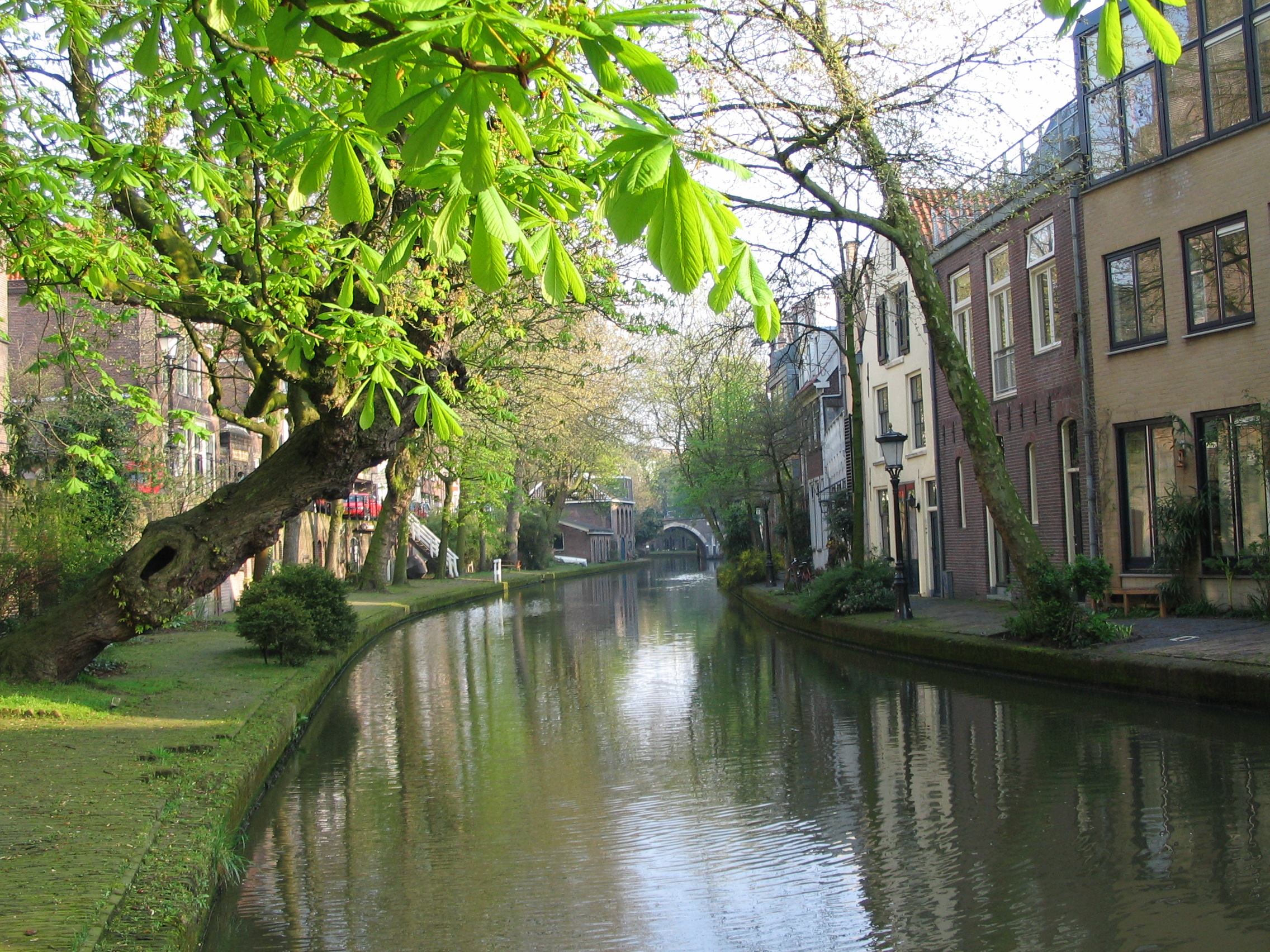
Parc urbain.
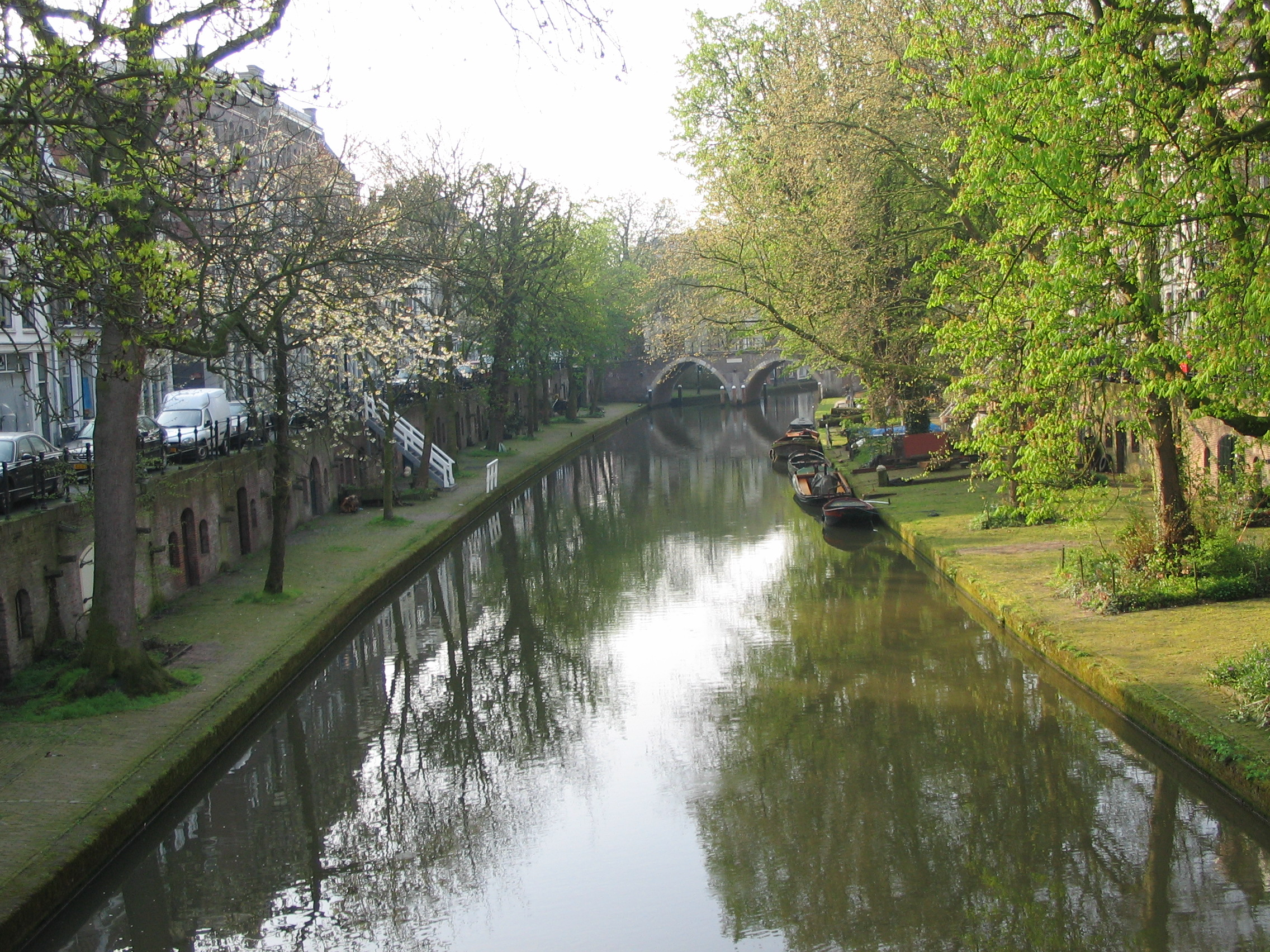
Canal.
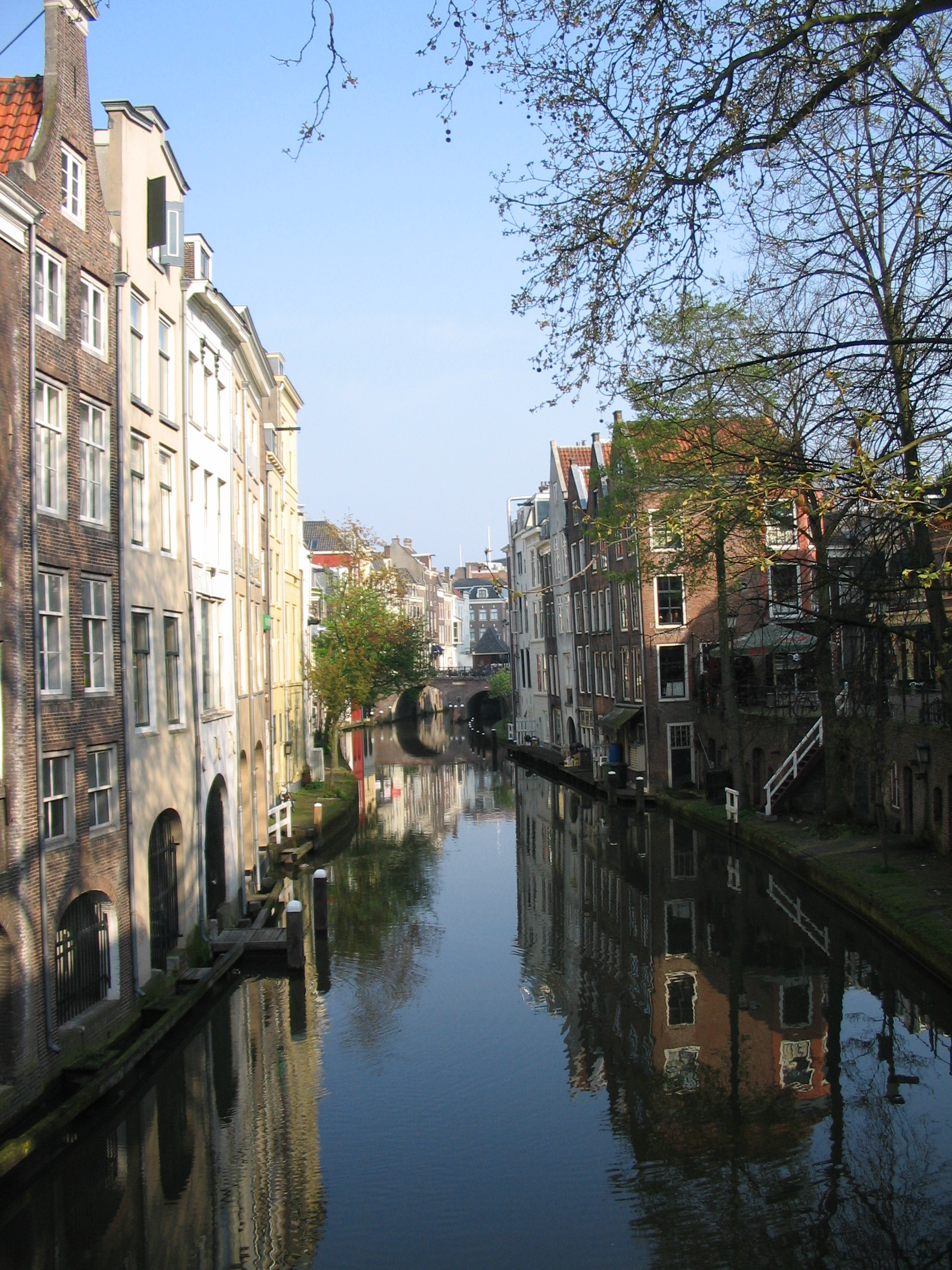
Habitations au fil de l'eau.
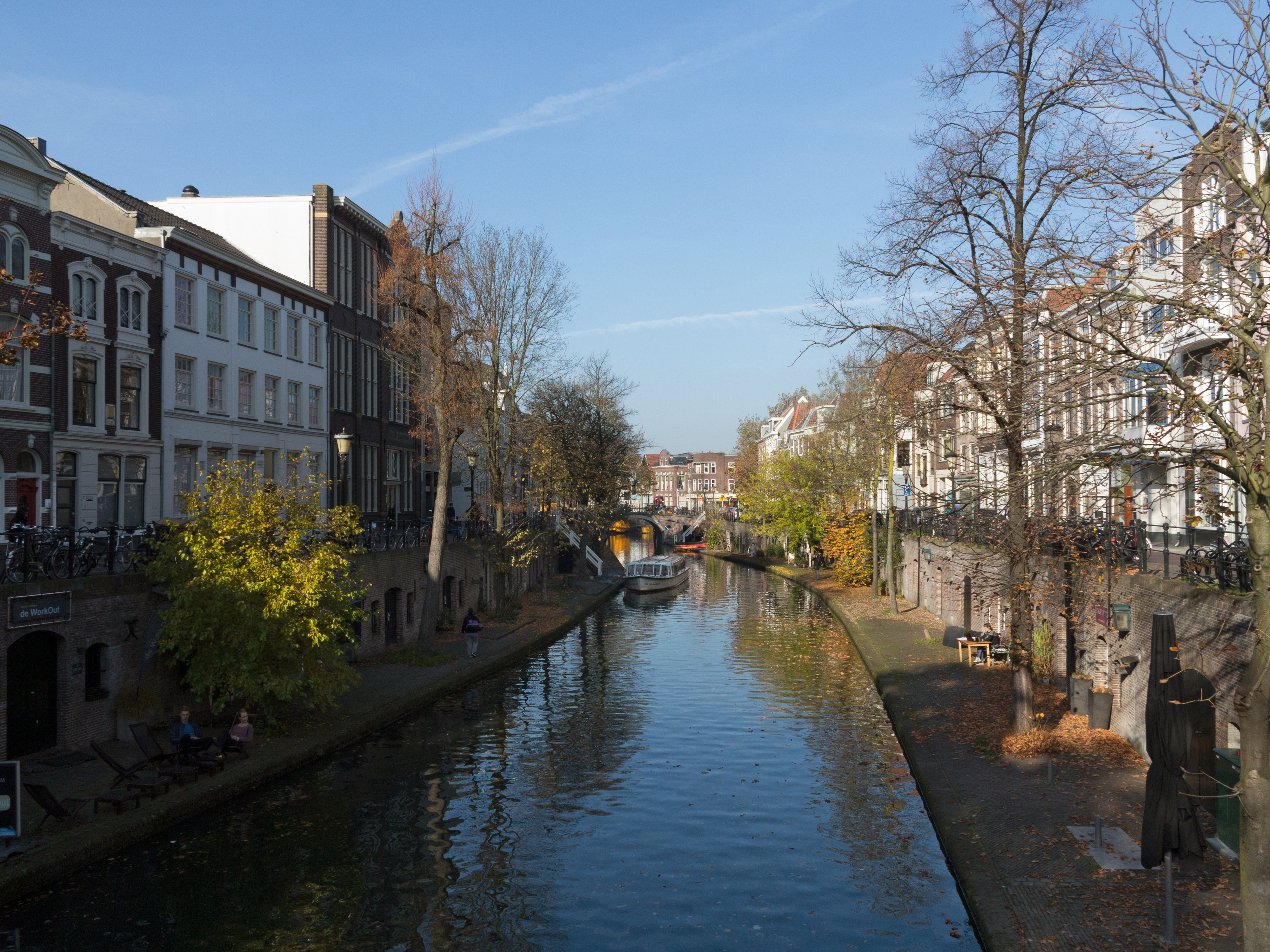
Vue dans la rue de l'Oudegracht.
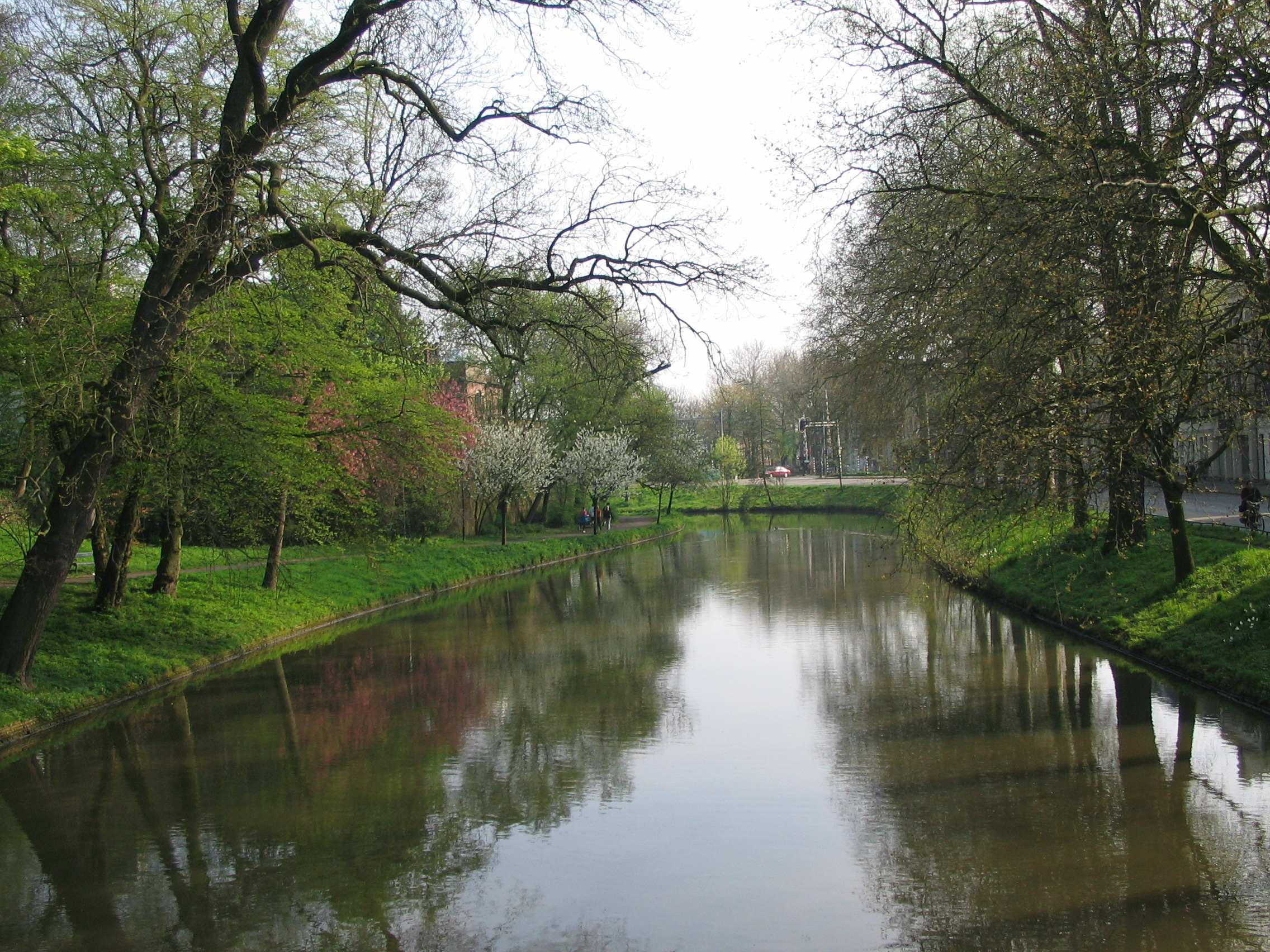
Parc en bordure de canal.
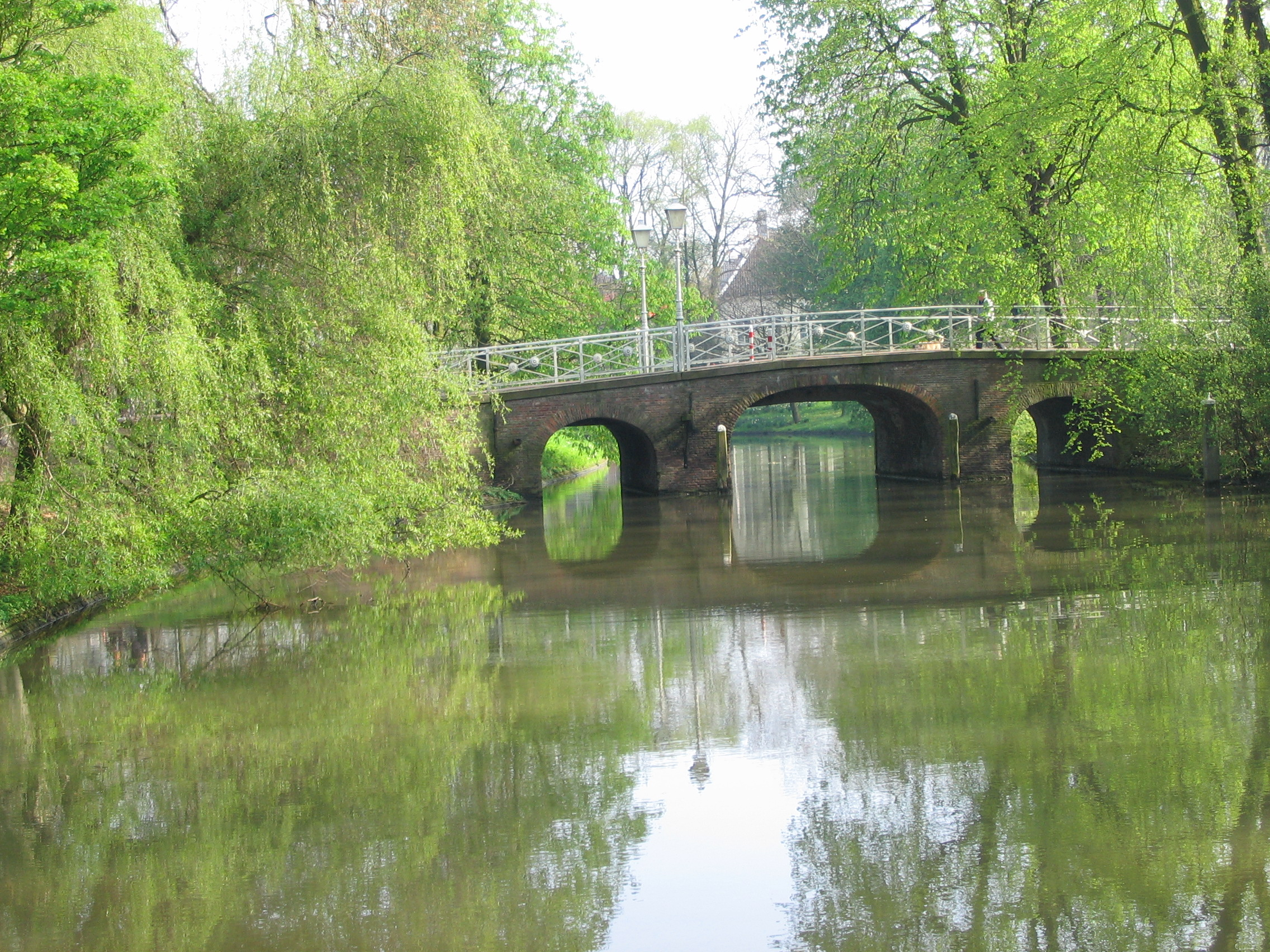
Pont.
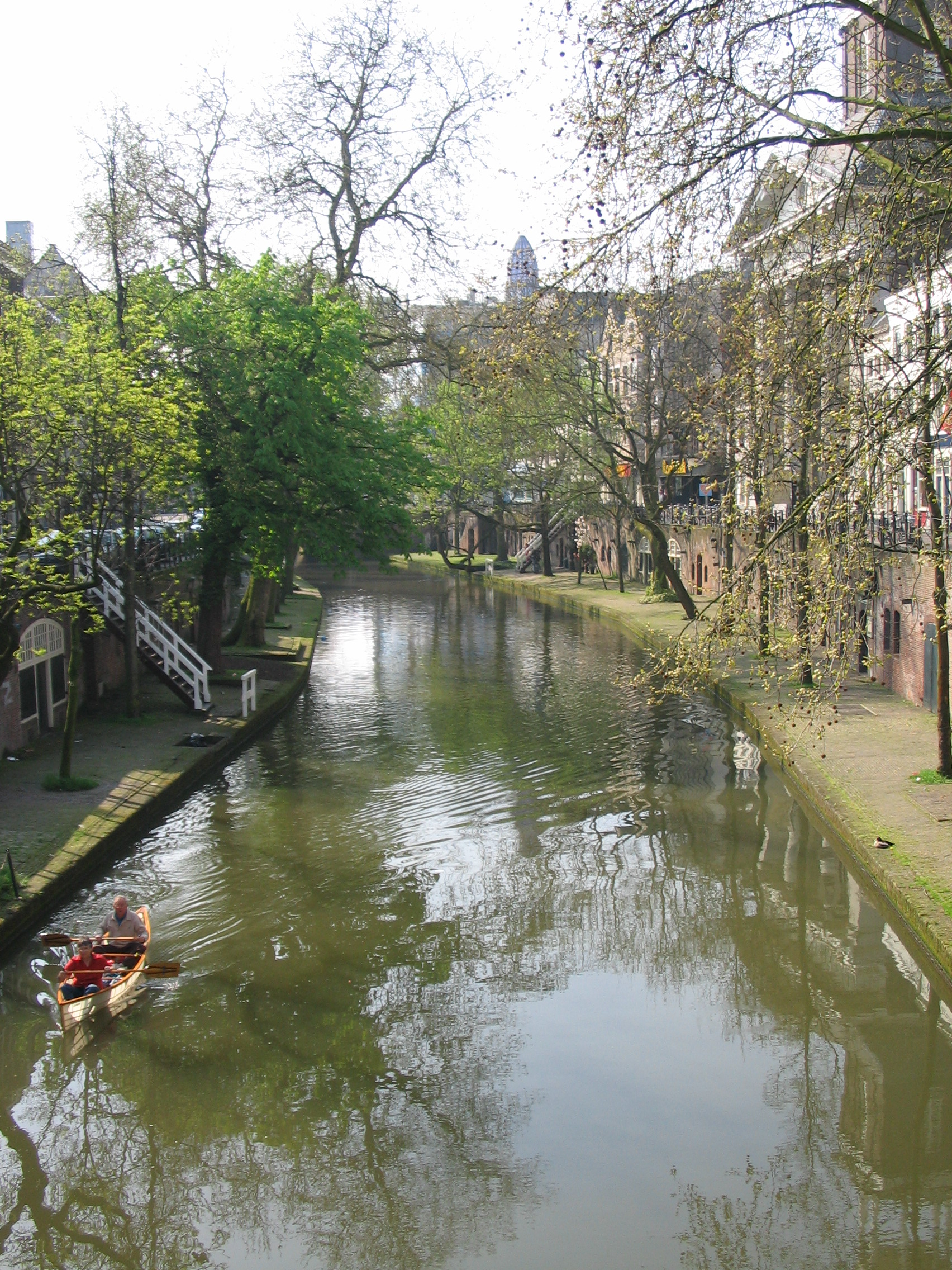
Barque sur l'eau.
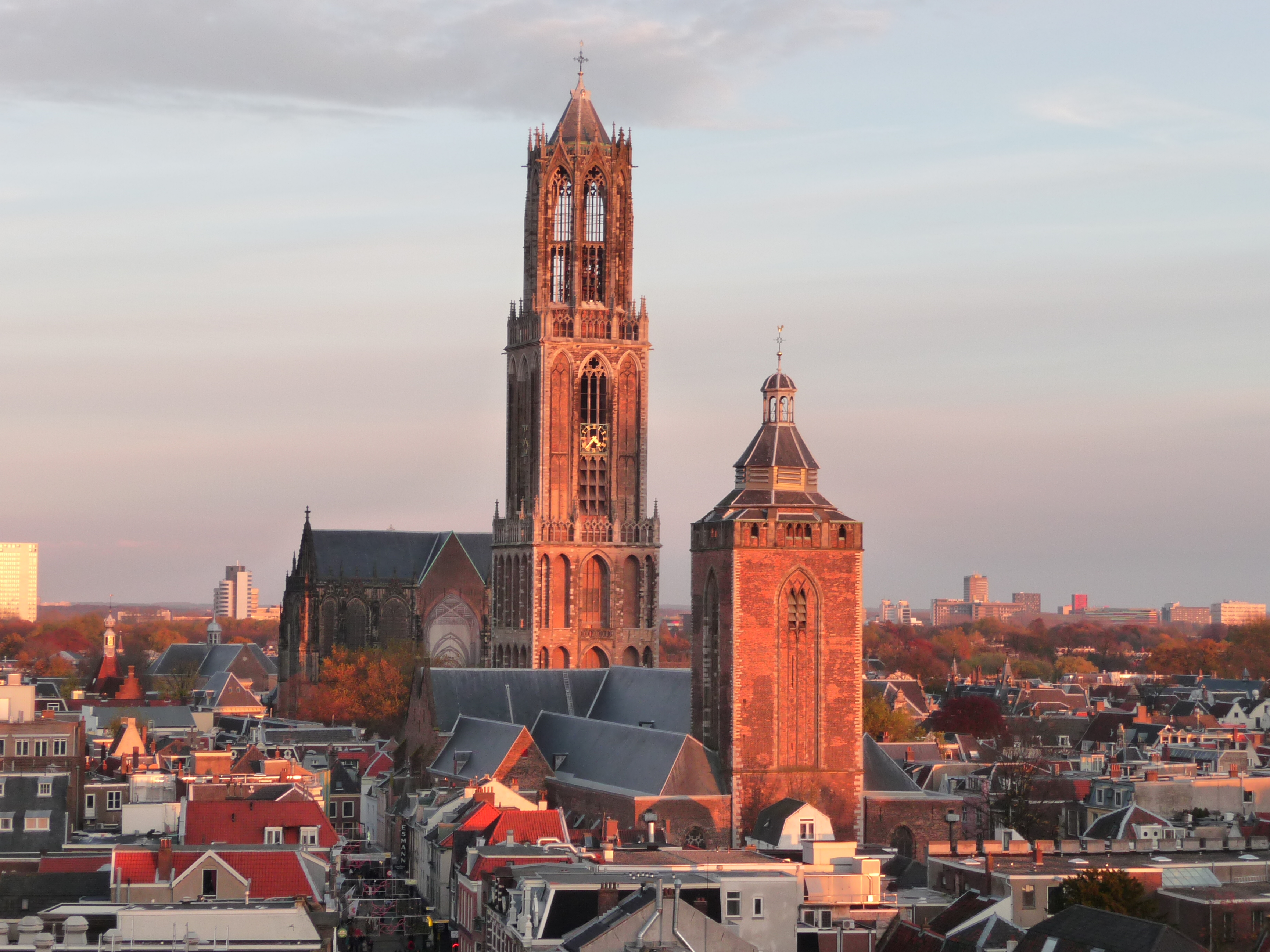
Musée Speelklok (anciennement Buurkerk) et cathédrale.
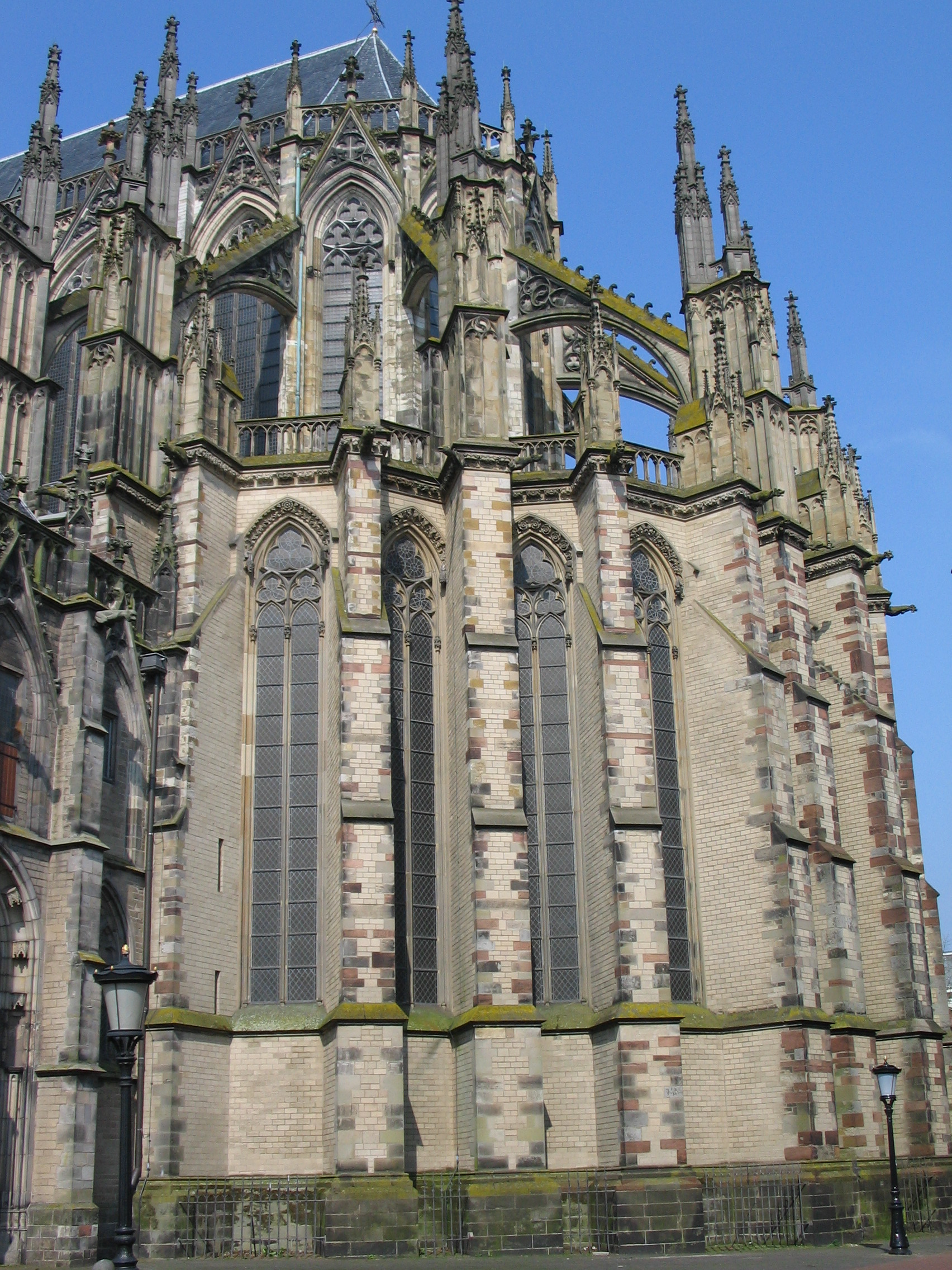
Chevet de la cathédrale.
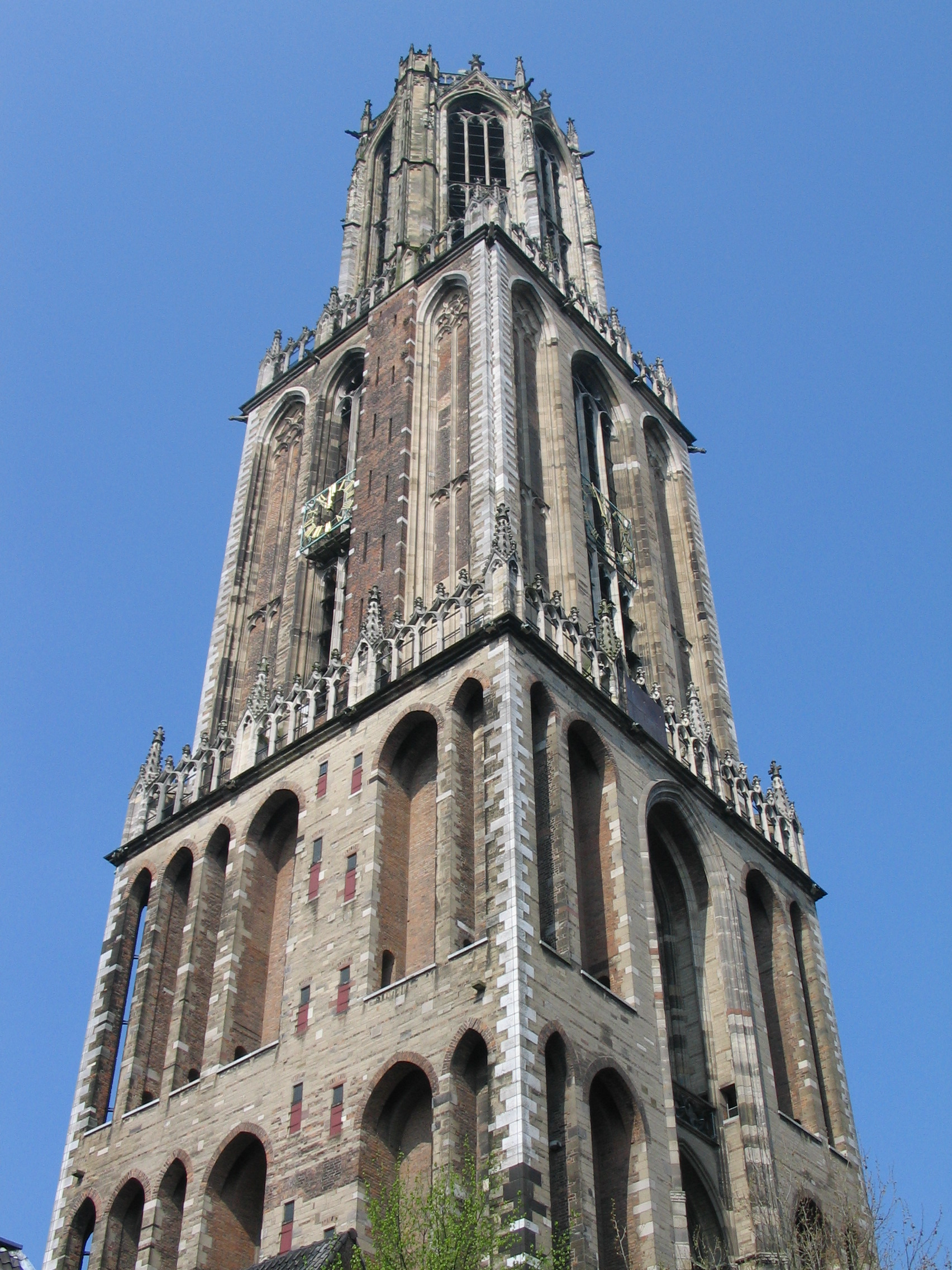
Clocher de la cathédrale.
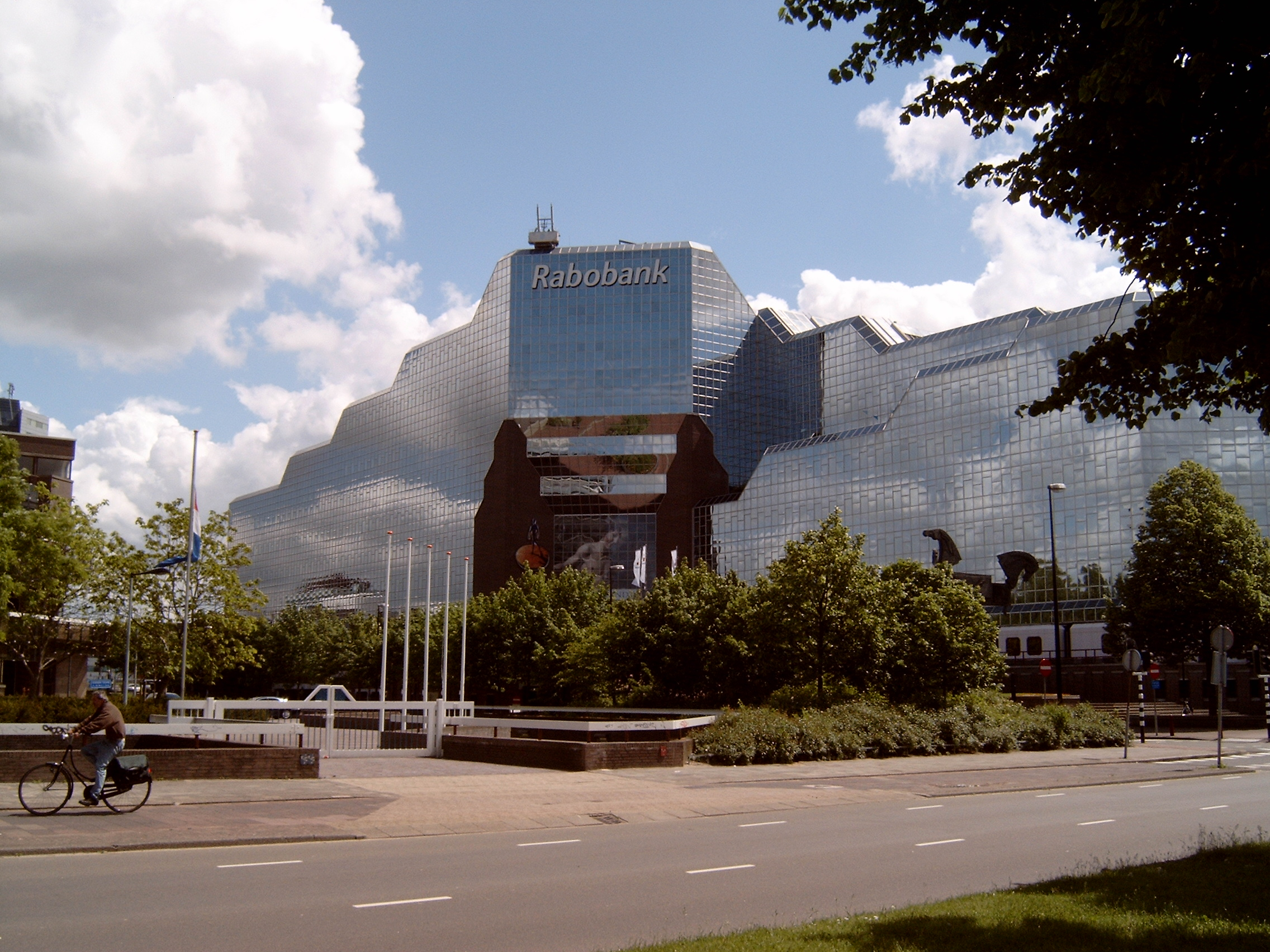
Bâtiment commercial : Het Rabobank gebouw.
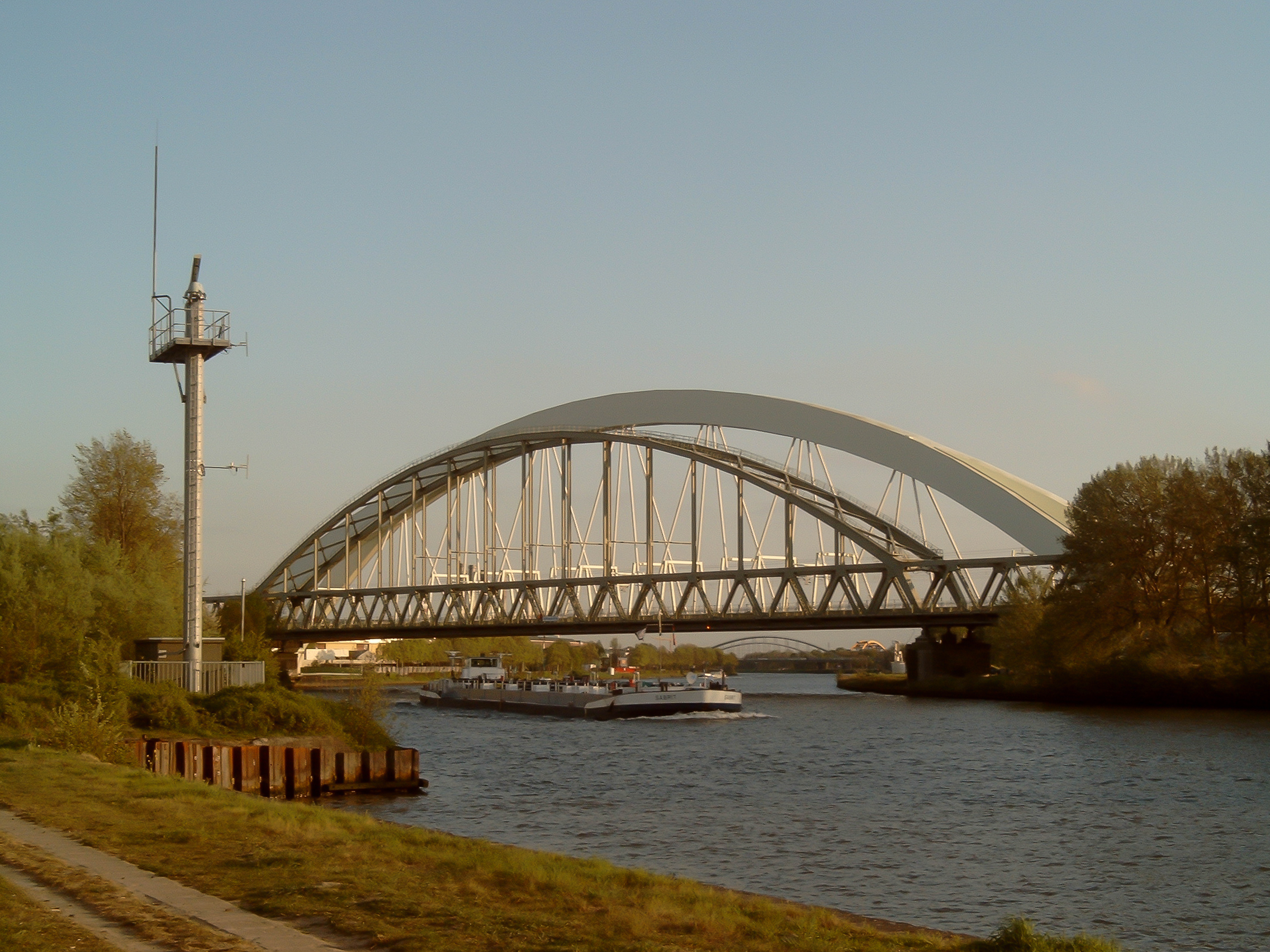
De Demkabrug.
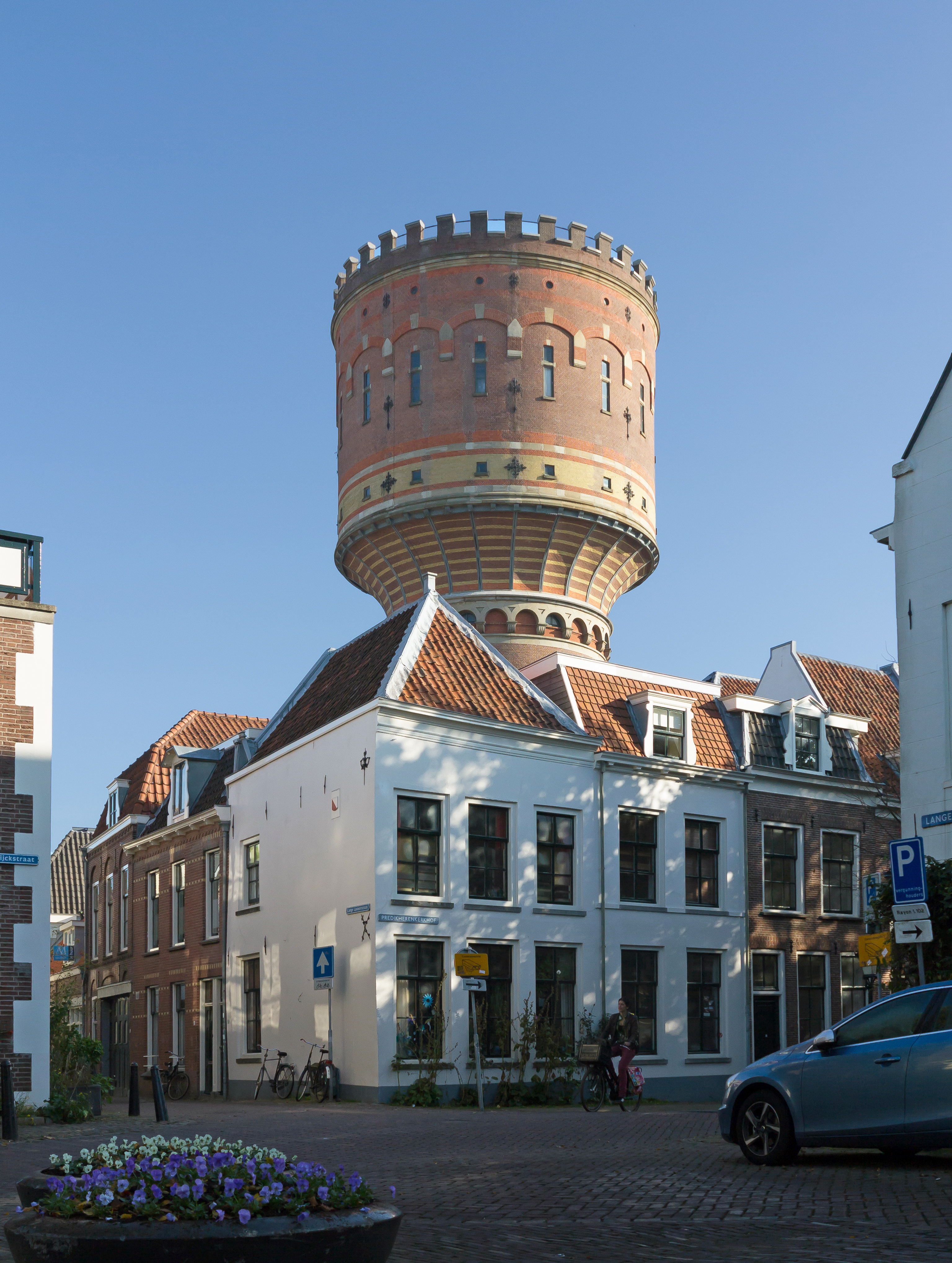
Le château d'eau.
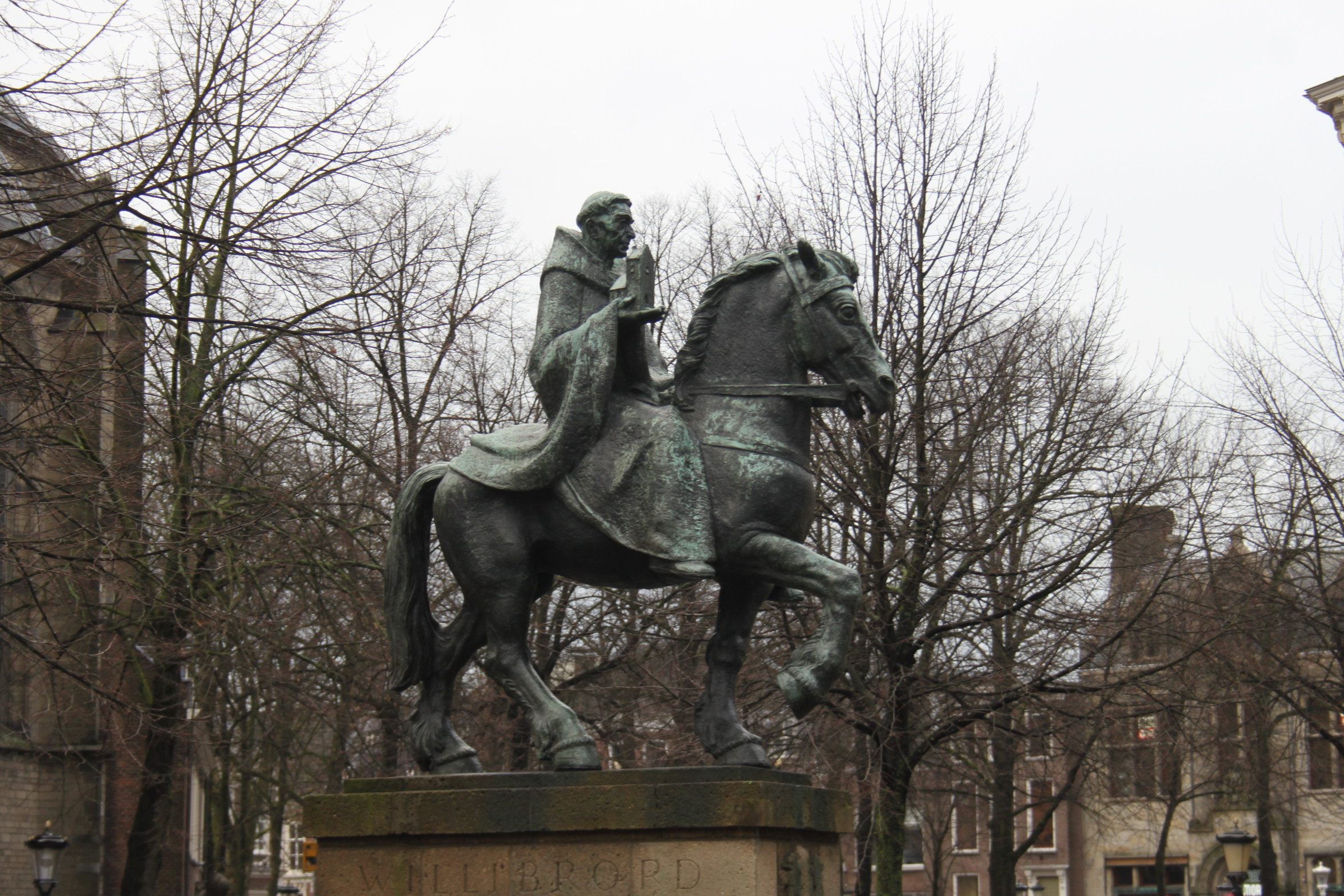
Statue de Willibrord.
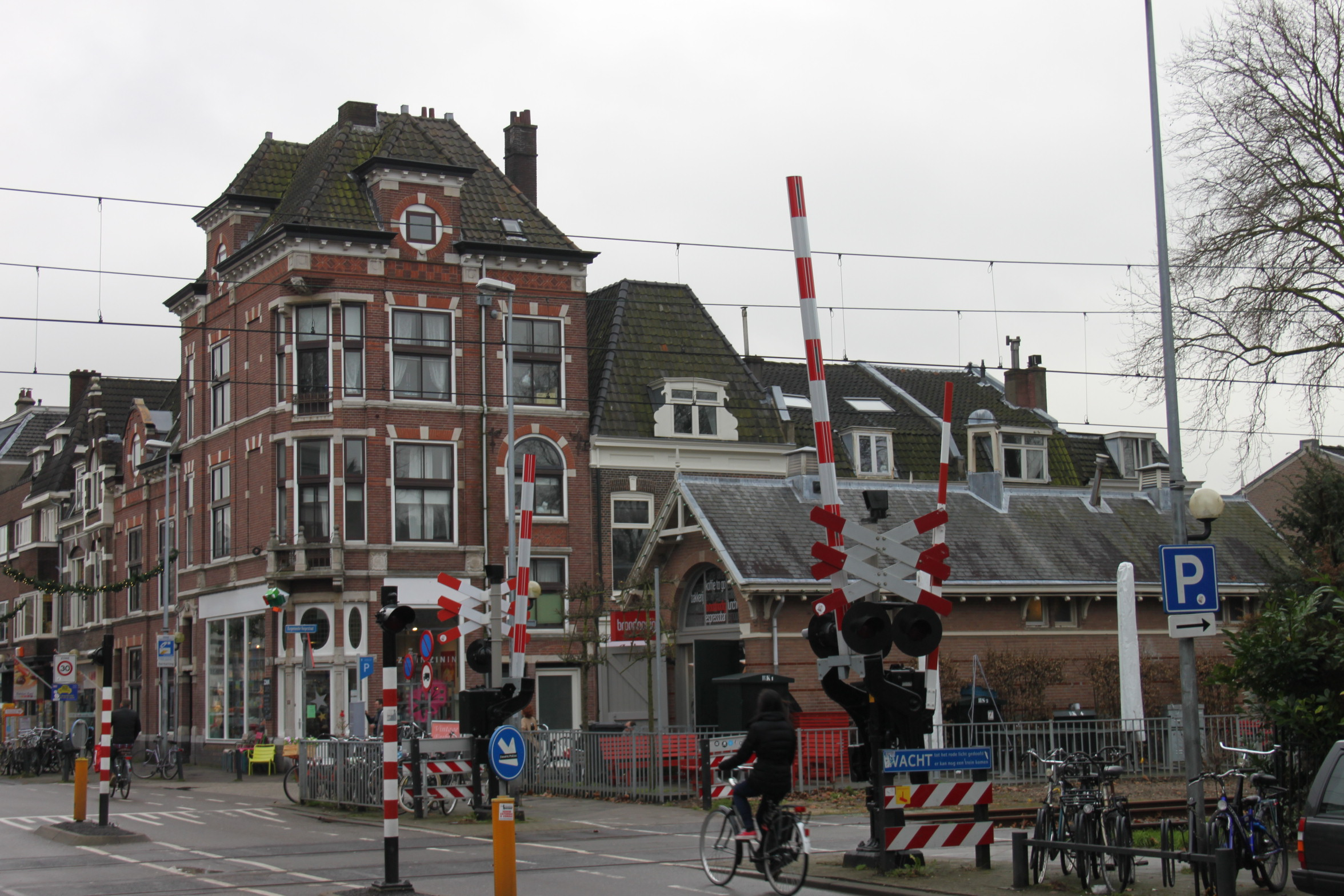
Passage à niveau.
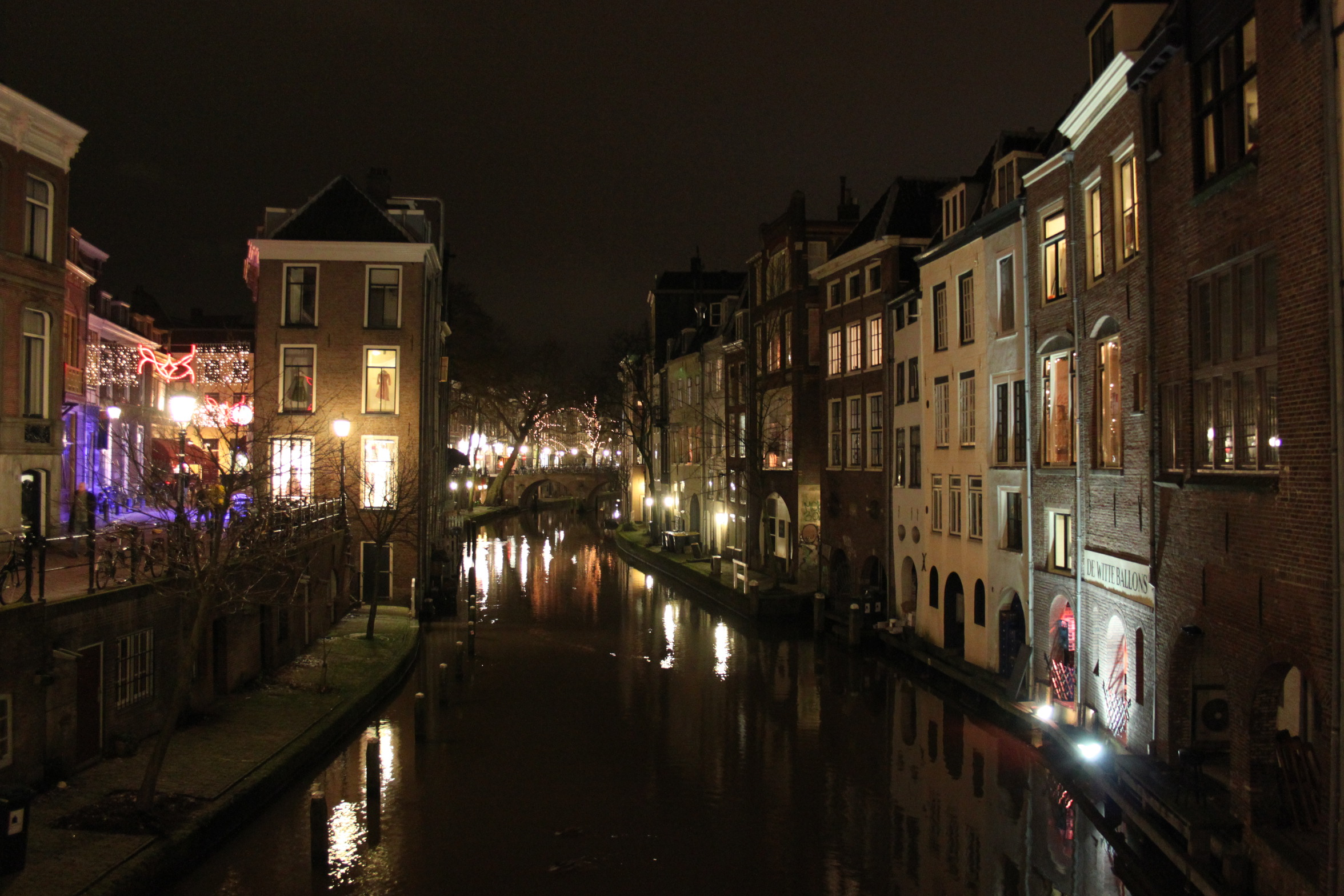
Le canal d'Utrecht de nuit avec les décorations de Nouvel an.
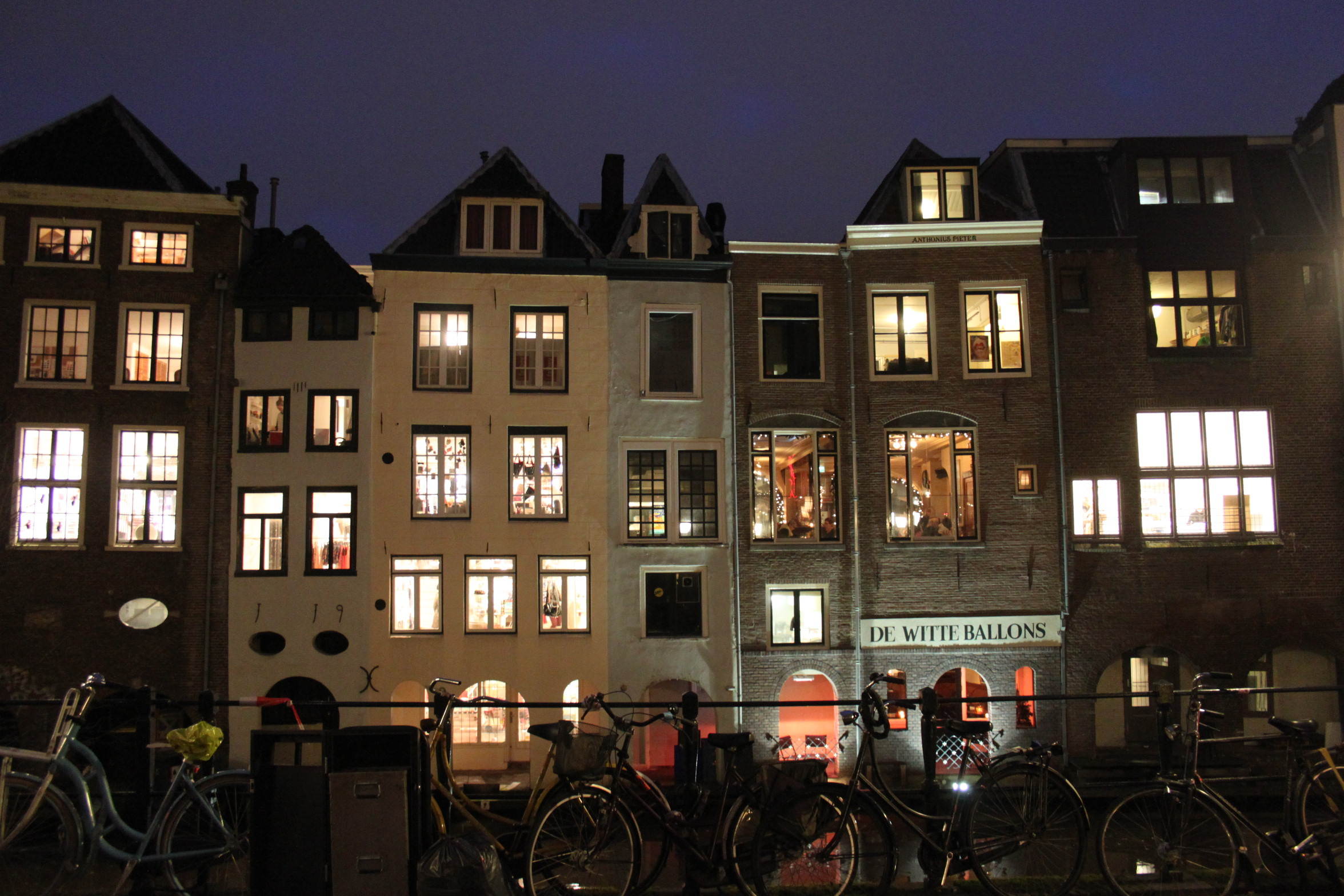
Façades illuminées.